# 大鳥 (鶴岡市)
大鳥（おおとり）は、山形県鶴岡市の大字。
1953年（昭和28年）は戸数100戸、人口1315人だったが1979年（昭和54年）に鉱山が閉山したことなどが影響し、2015年（平成27年）時点で43戸83人と大幅に減少し高齢化率は70%にのぼる。

## 地理

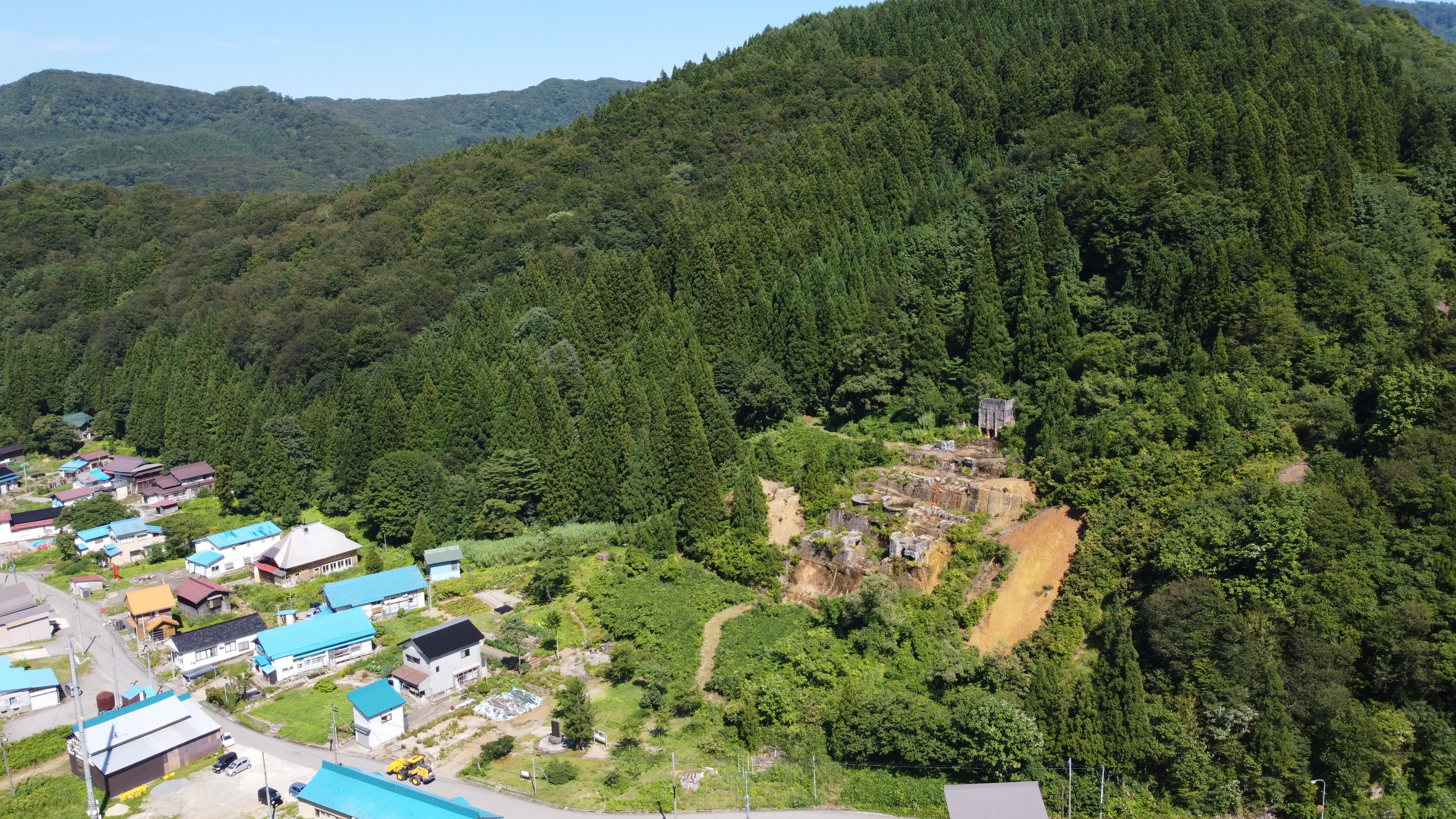
松ヶ崎部落の選鉱場

山形県庄内地方の南端、旧朝日村の最南端に位置し集落は広大なブナ林に囲まれている。面積は14640ha。県内屈指の豪雪地帯で、最大積雪量は3m以上になり5月まで雪が残る。南には、猿倉山や高安山など1000m以上の山々が連なっている。また山腹には赤川の源流大鳥池があり、そこには巨大魚タキタロウが生息しているという伝説がある。西方のニノ俣沢を登ると新潟県村上市山熊田に通じる。昔から山熊田とは往来があり、婚姻関係や林業を共に行う関係であった。
1年の半分は雪に覆われる地域で、積雪が3mに達する。そのため積雪期間は、春から秋にかけて蓄えた乾物・塩蔵の山菜・キノコ・木の実などの保存食を用いて食い繋ぎ、雪掘り・内食・狩猟・炭焼きを生業としていた。鉱山があった頃は寿岡-田沢を結ぶ索道を使って上げられてきた食料を購入をしていたと云う。大鳥の保存食の1つに「大鳥すし（おしずし）」という正月料理がある。12月になると作り始めて正月に間に合うように作る。お米と麹を混ぜたものを魚に漬け、笹の葉を乗せたら更に米・麹を入れて魚を入れるを繰り返しミルフィーユ状にし、半月からひと月すると食べられるようになる。「大鳥すし」は焼いて食べると美味しいのだが、一度食べると病み付きになり大切な保存食がなくなってしまうことから、昔「すしは焼いて食べるな」と言われていた。

### 繁岡

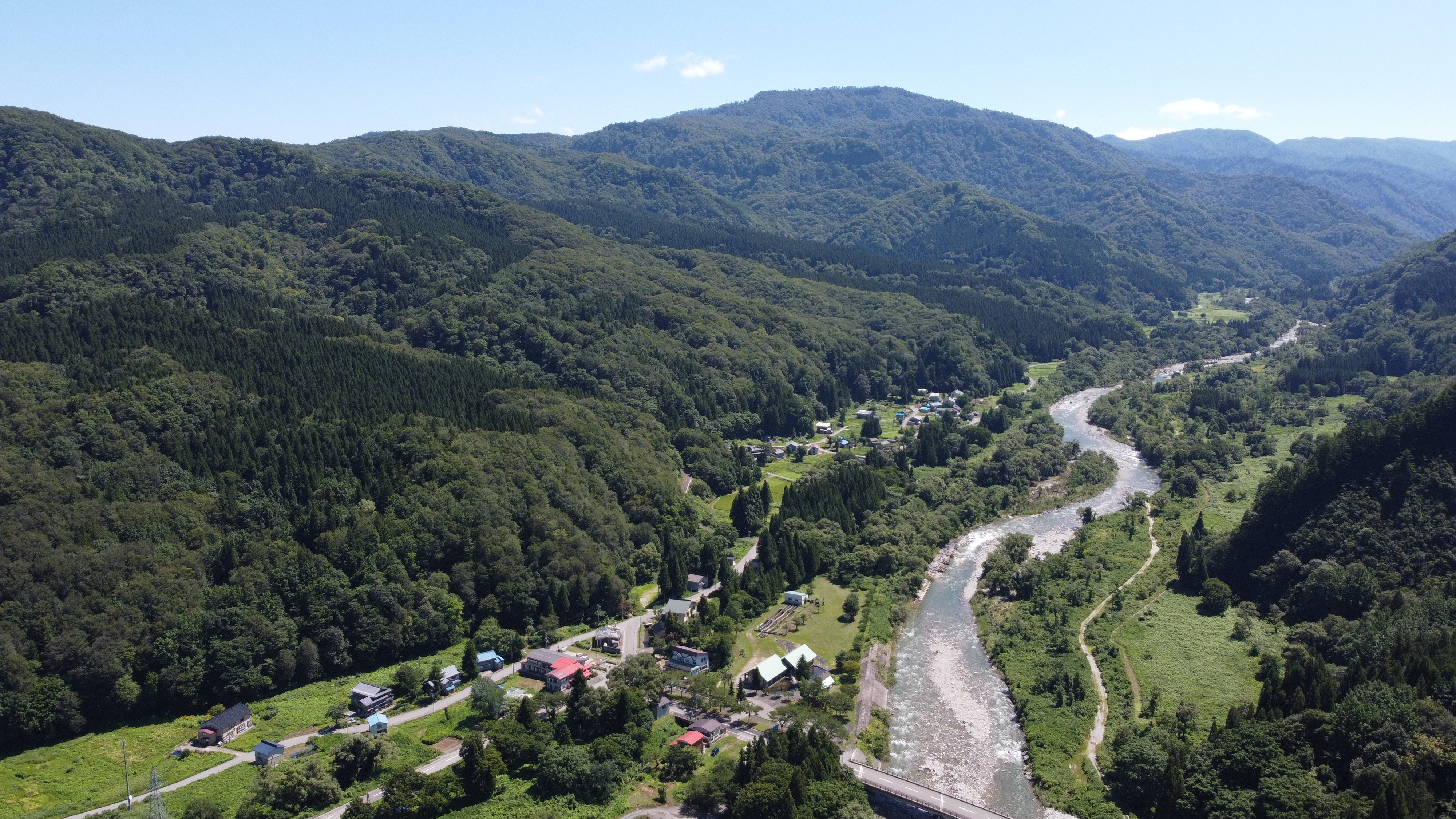

繁岡（しげおか）は、工藤大学が大鳥を開村して最初に居住した集落。現在も住人の大半は工藤姓。地内の東大鳥川の川上を少し上る、左手に坂が見え、その上に工藤大学の墓がある。この墓は、1940年（昭和15年）に起きた洪水で偶然発見されたもの。繁岡集落の南東には大泉水上神社があり、この裏手にある山は高山と呼ばれ、工藤大学が最初に居を構えた地とされている。

### 寿岡

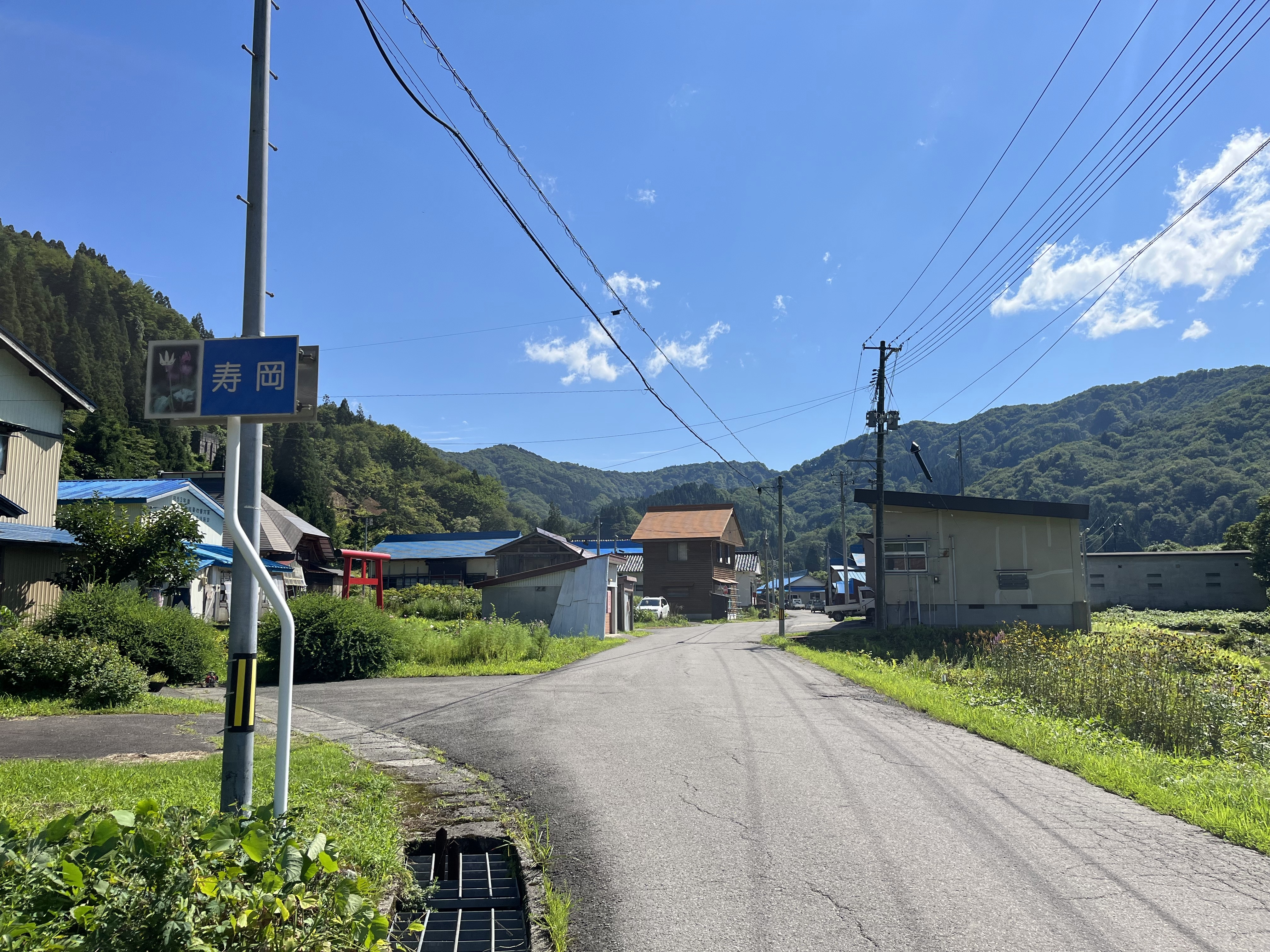

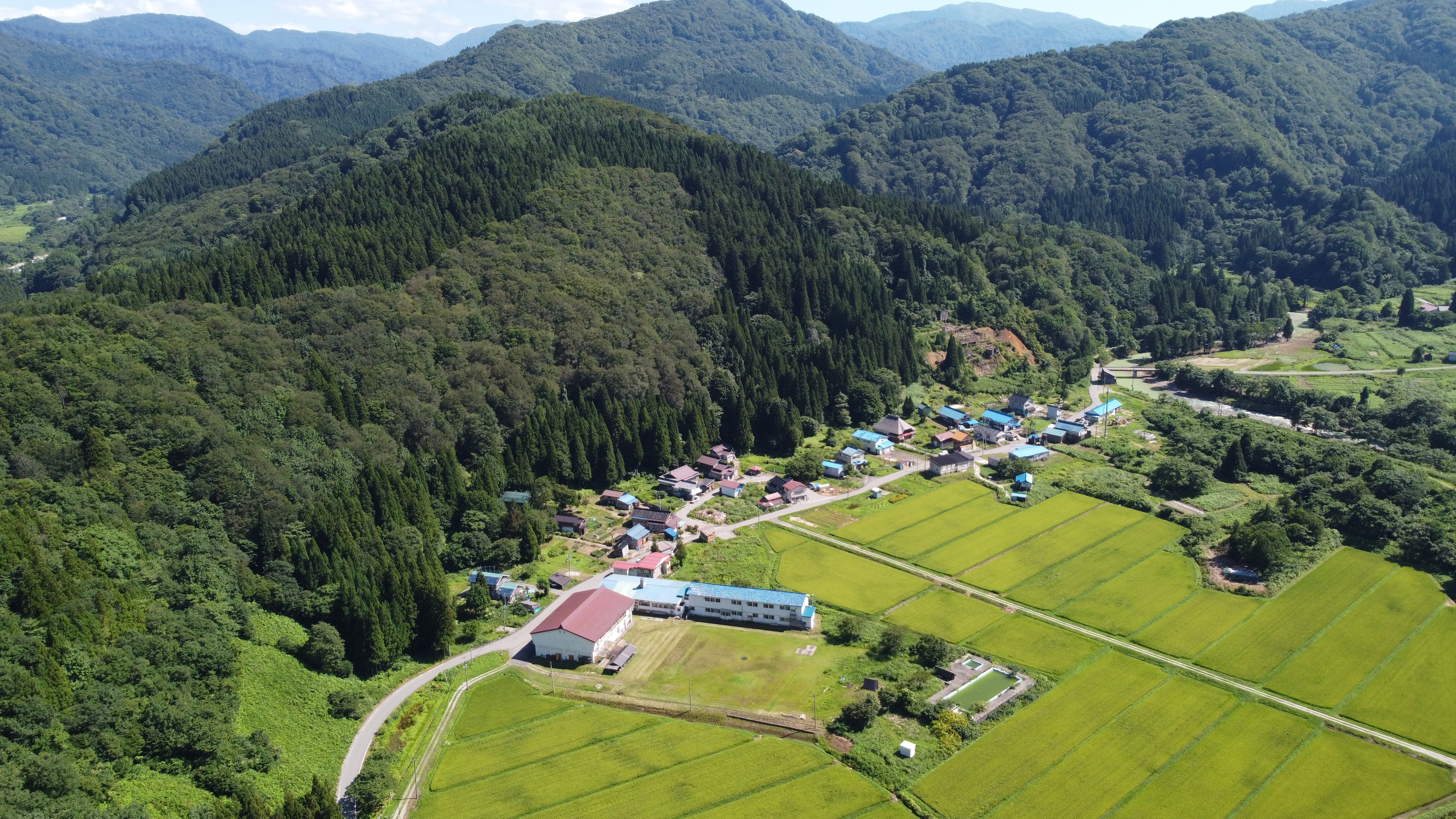

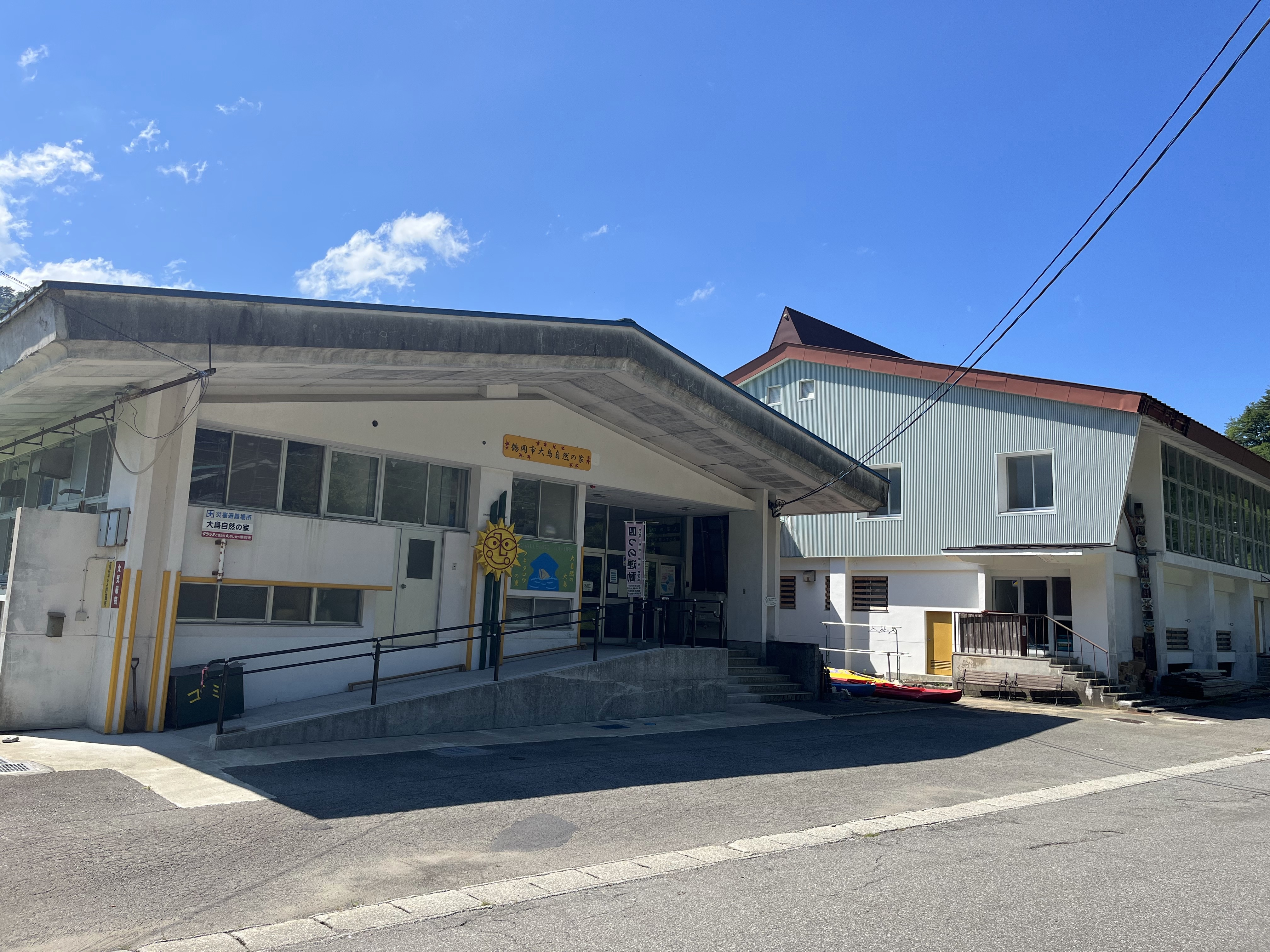

寿岡（としおか）は、工藤大学を追って落ちてきた三浦平六兵衛義村が開墾したとされる集落。以前は、辺り一面にブナ林が広がっていたことからか、椈平（ぶなだいら）と呼ばれていたと云う。集落に入ってすぐのところに宿泊研修施設「大鳥自然の家」がある。この前身は大鳥小中学校で、道路の向かい側には児童館があった。地内の松平山（中山）の東側にはかつて山神社があり、熊狩りに行く際にお参りがされ、寿岡集落が当神社の管理をしていた。集落南方には選鉱場跡地がある。鉱山最盛期には大鳥全体で1500人が暮らし、寿岡集落の人々も選鉱場や鉱山で働いていた。一方で選鉱場の排石の影響で、当時松ヶ崎橋の傍にあった神社が別の場所への移転を余儀なくされたりした。寿岡集落は大鳥地内で越後に近いため、沢端を村表と呼び、大鳥から5km下った上田沢集落を村裏と呼んでいた。これは、落ち人として隠れて暮らしていた間、越後とのみ往来してその他の地への往来をしていなかったためとされている。

### 松ヶ崎

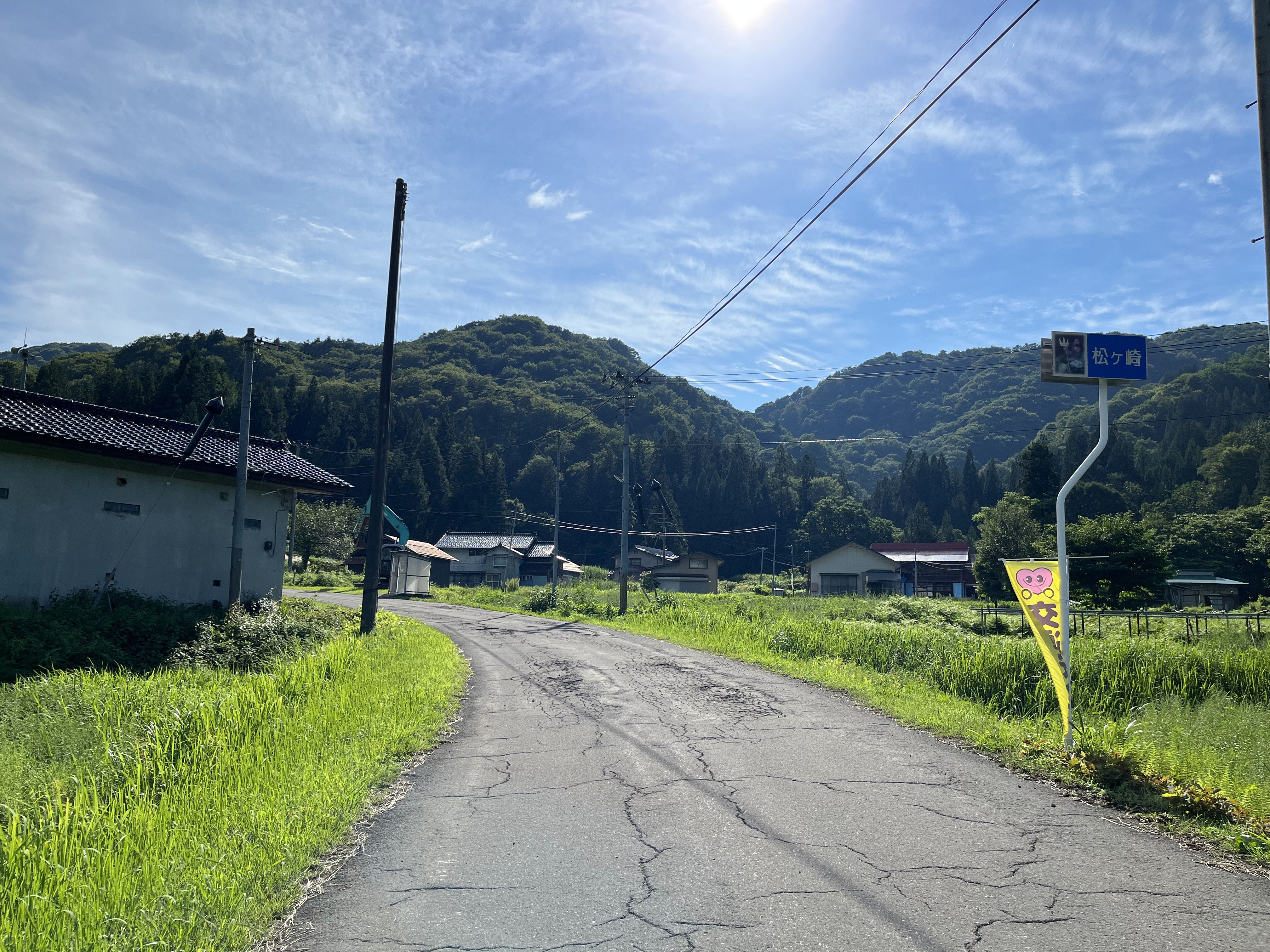

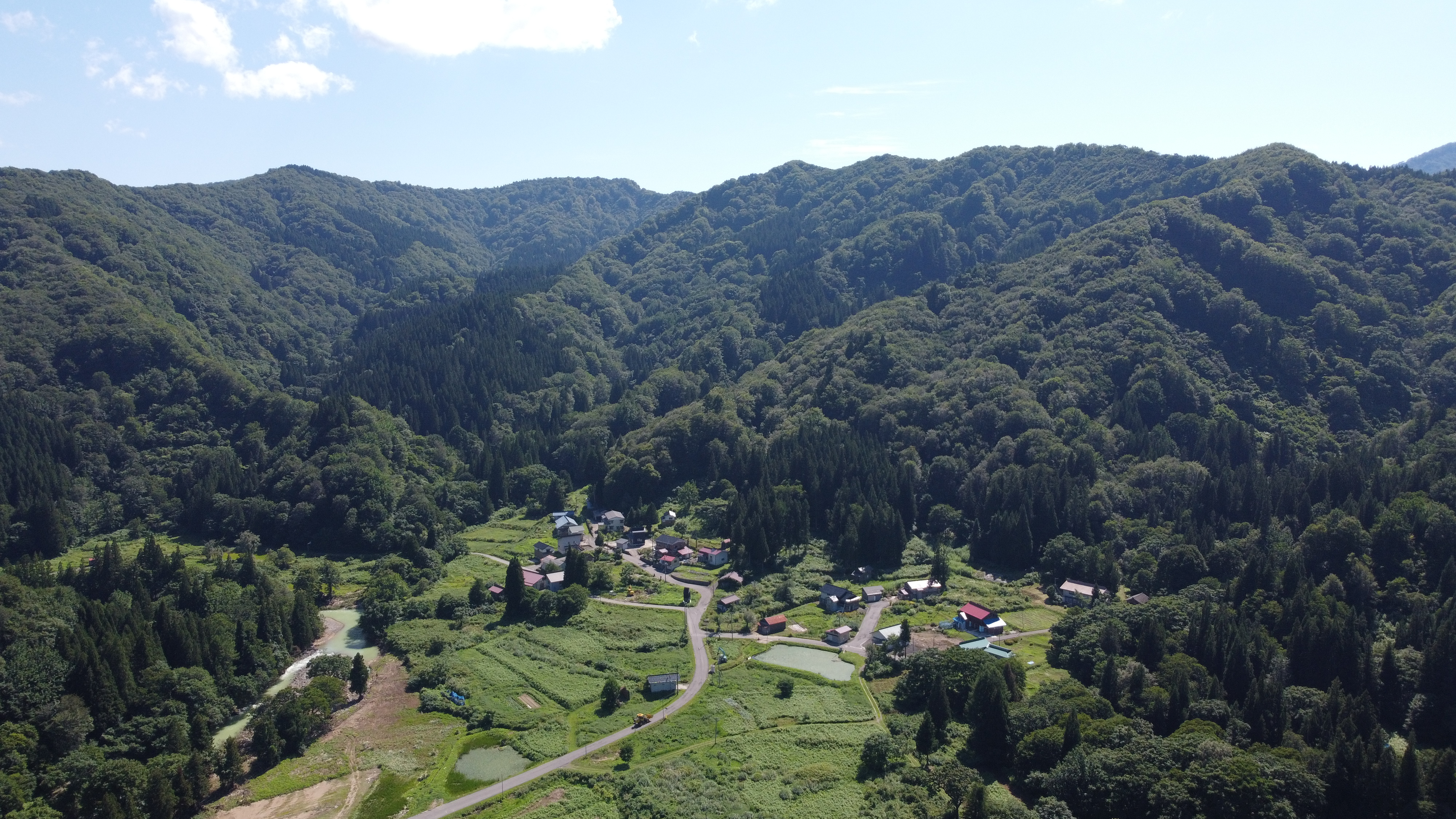

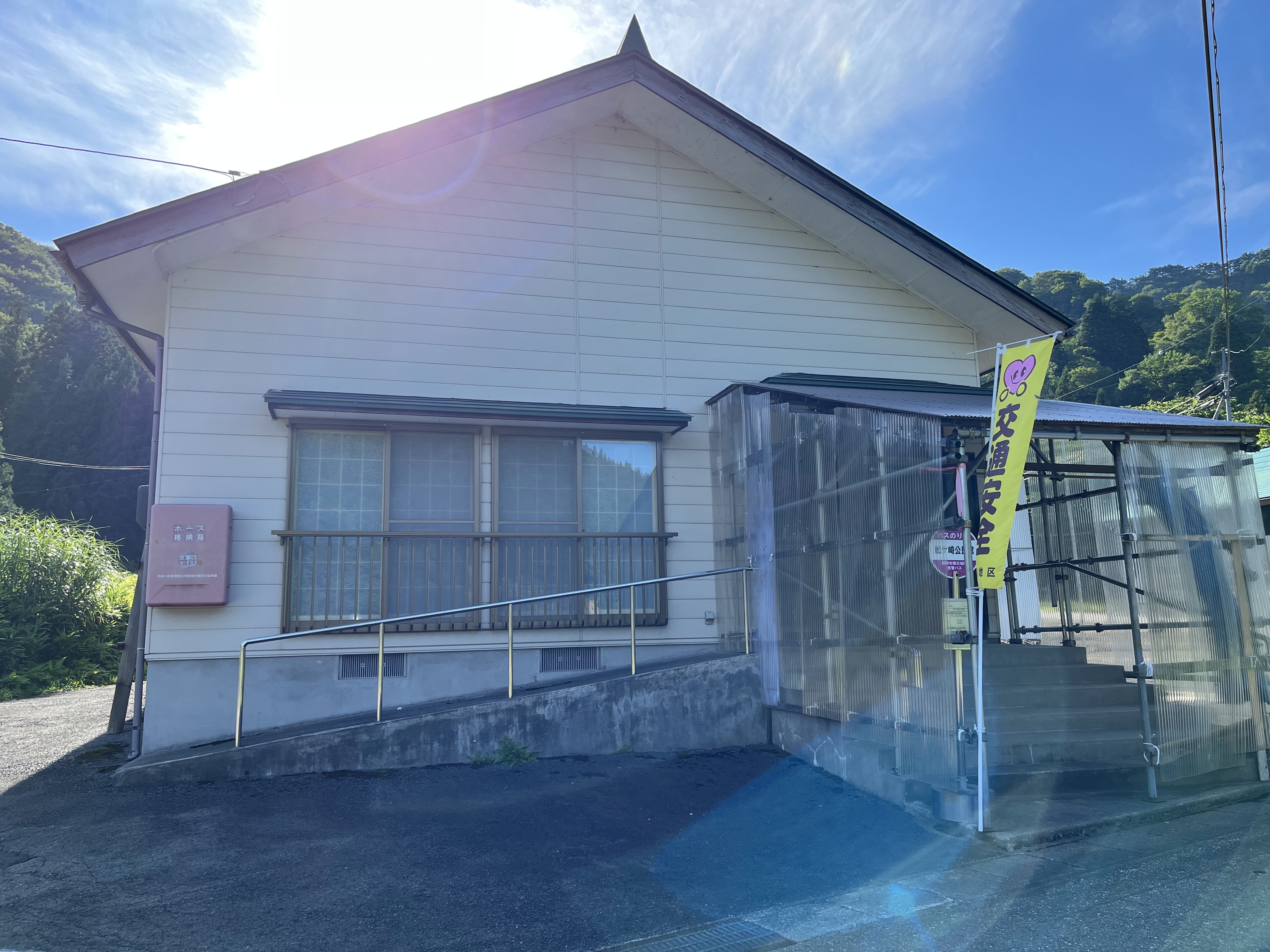

松ヶ崎（まつがさき）は、工藤大学のあとを訪ねてきた大滝家が開いたされる集落。カクマ草とよばれるコゴメと似たシダ植物が生い茂った平原だったためか、明治初期までは角間平と呼ばれていた。集落の中心に八幡神社が祀られている。松ヶ崎には新潟に繋がる道が2つある。1つは、朝日スーパーラインという村上市三面に通じる林道で、途中の鰍沢付近にはプール跡と坑道入り口跡がある。ここにはかつて鉱山のために作られた枡形集落があり、社宅・飯場・分校・神社・福祉館などがあった。しかし、鉱山閉山に伴い集落も閉じられている。もう一つの道は、村上市山熊田に通じる山道。この道は、1日で往復できる距離だったため、木伐り・婚姻関係・神社参拝などに頻繁に用いられた。また、松ヶ崎・山熊田の両地域に大滝姓が見られる。他にも、村上市雷に通ずる山道もあったという文献も確認されているが、詳細は不明。

### 誉谷

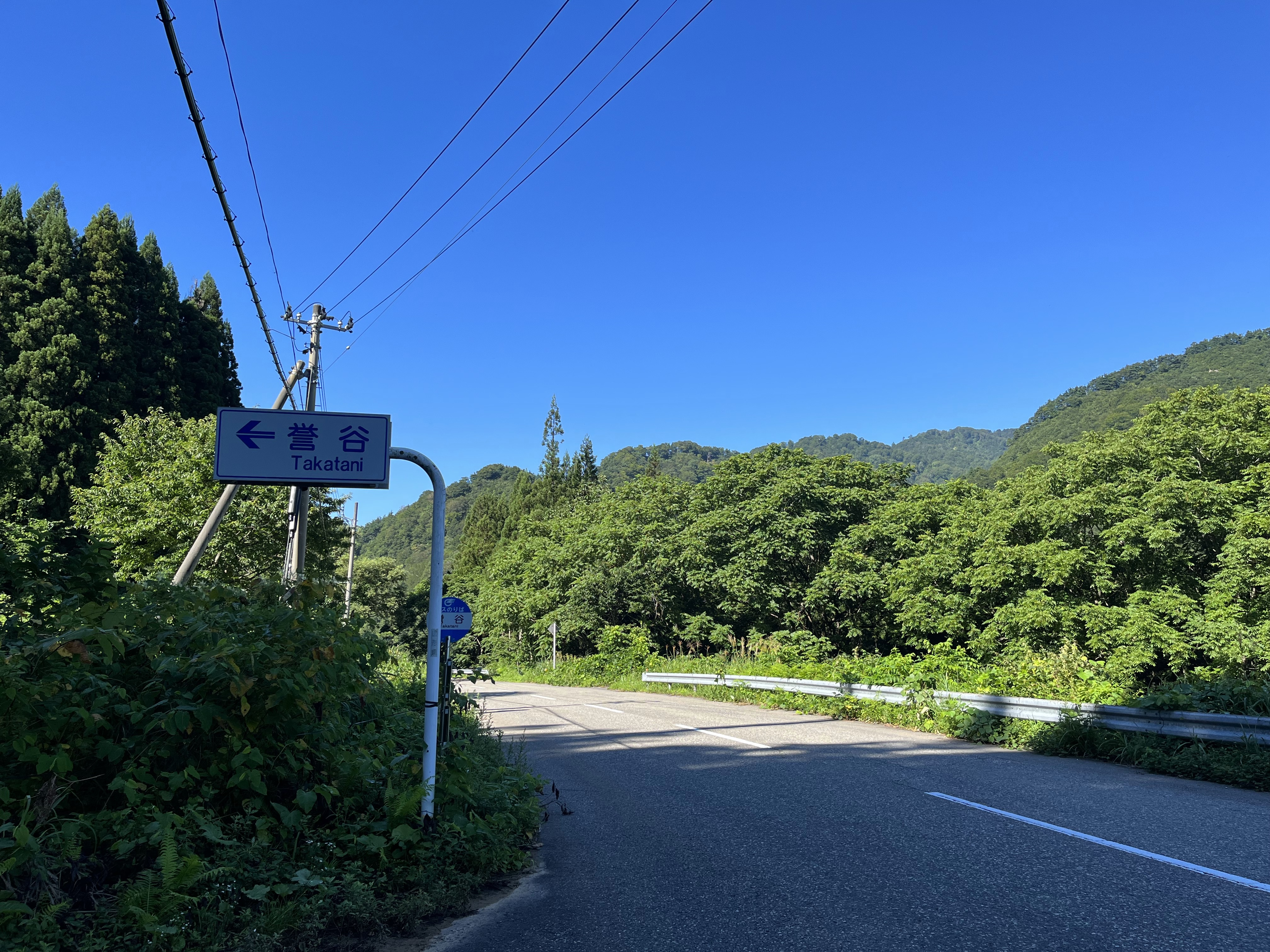

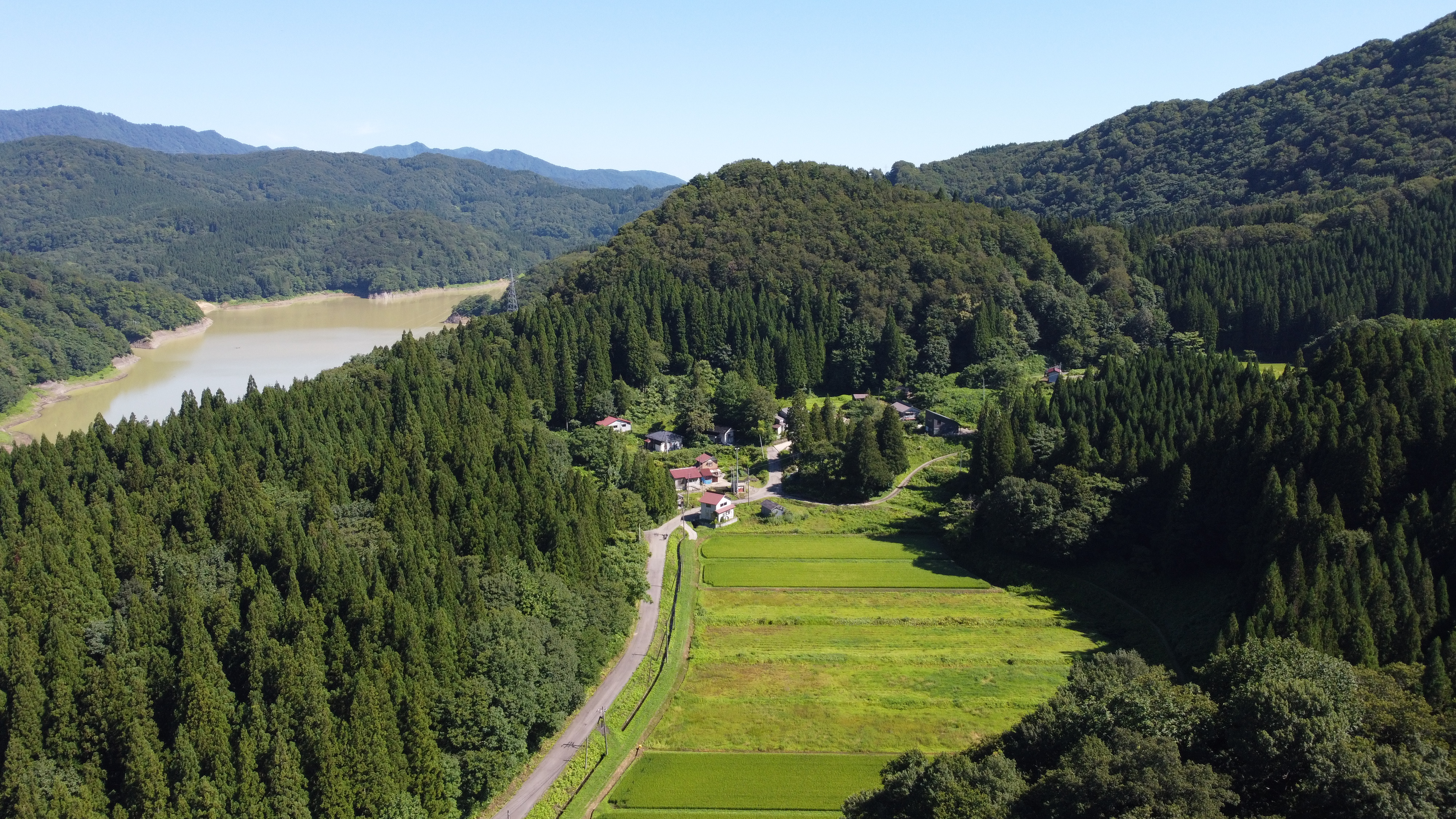

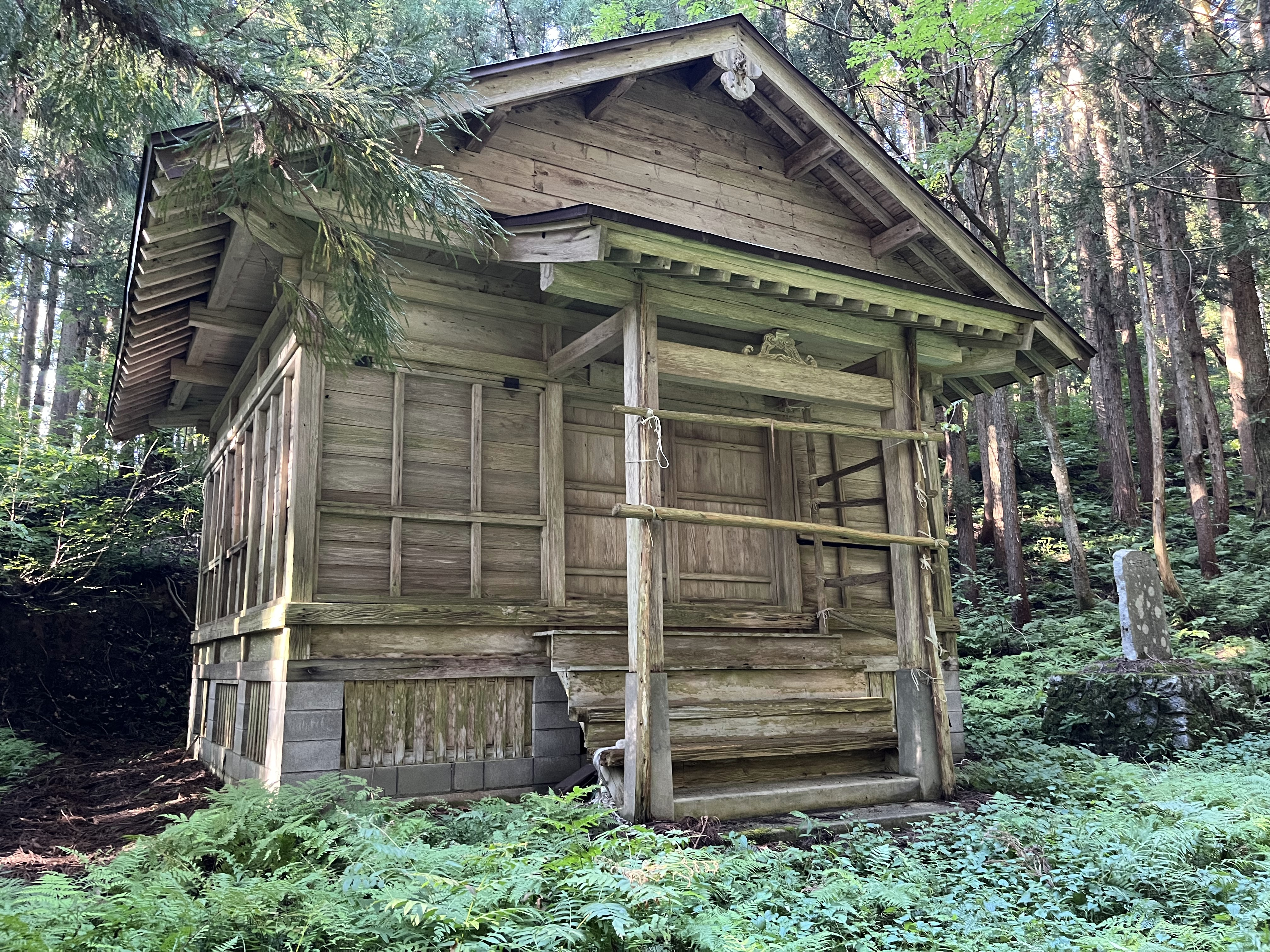
誉谷の地蔵堂

誉谷（たかたに）は、大鳥北方に位置する集落で”二階巣（にかいす）”ともよばれている。付近にある荒沢ダムが建設されるまで、集落に達するために東大鳥川から50m程登坂を上る必要があり、この二階に上るような場所に巣（集落）があるような様から別称がついたとされる。昔、工藤大学と共に落ちた鍛冶屋達が良質な土を求めて誉谷に在居し、刀や生活用品を作ったといわれている。また、誉谷は他の集落と離れた北側（庄内側）に位置し、大日山に館があったことを考慮すると、隠れ里の期間、誉谷集落が外敵の見張り台としての役割も担っていたのではないかとされている。地蔵堂が集落入り口付近に位置し、正面には由来が書かれた板がある。この地蔵堂は明治時代まで多くの人が参拝に訪れた。子授かりは勿論のこと、ここはアカギレに対するご利益があるされていた。集落の北東には大日山があり、古くからここは女人禁制とされていた。山上に位置する大日堂の中には、工藤大学が落ち延びる際に相模国田中の森から守り本尊として持ってきたと云われる大日如来像が安置されていた。また、大日如来像の中には闇浮檀金（えんぶだんこん）と呼ばれる金の塊が入っており、たびたび盗まれることがあった。しかし、「焼いて金槌で叩いても割れな」「大鳥から出た途端重くなって持ち出せない」「金の弾が飛び出し屋根に上り、辺り一帯を焼き払った」などの伝説が残っており、現在は誉谷集落の自治機能低下が懸念され、大日如来像は龍雲院に安置されている。大日山の影には不動様のお堂もあり、大晦日の夜籠りがここで行われた。現在は、大日堂並びに不動様のお堂は閉鎖されている。（大鳥の輪郭　19）

## 歴史
約2万年前、氷河期の山崩れにより湖北部が堰き止められたことで、山に囲まれた窪地に水が溜まり、大鳥池が形成された。大鳥池下流の七ツ滝によって陸封され、厳しい環境下で交配を繰り返した結果、タキタロウが誕生したものと考えられている。

### 縄文時代
旧朝日村において、大鳥川流域・梵字川の流域で旧石器時代と縄文時代の遺跡が多く確認されている。大鳥川上流の東大鳥川が流れる大鳥には繁岡遺跡があり、ここで縄文晩期の土器が確認されている。

#### 大鳥池伝説
天平年間（729年～749年）、聖武天皇から仏教流布の勅を奉じられた僧行基と南天竺波羅門僧正は、仏教を広めるため全国を行脚していた。そんな中、たまたま2人が立ち寄ったのが越後国北蒲原郡乙村（現新潟県胎内市乙）で、辺り一面に広がる青々とした若松や紫雲の端雲がたなびいていた景勝に行基は心を打たれた。「この地こそ仏法流布の聖場だ」と考えた行基は座禅勤行をここで始めた。そんな座禅に励んでいたある時、突如として胎蔵界の大日如来、弥陀、薬師の三尊が行基の前に来迎。この光景を目の当たりにした行基らは「この地が霊場になりえる」と確信し、伽藍（寺院）を建立しようと決意。行基は、弟子2人を連れて伽藍建立のための巨材を探す旅に出た。しかし、思うように巨材は見つからず、遂に摩耶山（山形県鶴岡市）に行き着いた。ここで求めていたような巨木を3本見つけたが、伽藍建立にはまだまだ足りなかった。落胆し立ち尽くしていた行基一行。すると、どこからともなく片羽9m余りの白鳥が飛んできて、大樹で羽を休め、南東の方へ飛んでいった。それを巨材を教えるために仏が遣わした霊鳥だと思った行基は、白鳥の後を追った。その先には大きな池がひらけていて、ほとりに立ちあたりを見渡すと、池の右手（湖の西方）には伽藍建立に適した樫の木が幾千本も生い茂っていた。すると、目当ての巨木を発見し喜んでいた行基達の前に、突如美女が現れた。そして行基の前に跪いた美女は、自身が神代以来この池に棲んでいる八大金剛龍王であること、尋ねくるものもいなく行基のような高僧を待っていたこと、そして眷族一統のために未来得度の法文を授けてほしいと懇願した。行基はこれを快諾し遺経百巻その他法華経の要文を読み授けた。すると、池の水面から数えきれない龍王の眷族が現れ、功徳を喜んで受けた。龍王らは朗読を聴き終わると、お返しに求めていた巨木を望みのまま差し上げたいと申し出た。しかし越後国まで持ち運ぶ方法がないと行基らは躊躇った。それに対し竜王は、何万もの付き従う眷族がいるため、樫の大樹を一本残らず七ツ滝に打ち落とし、川を押し流して海に出し、乙村へ送ることは最も容易いことだと言う。それに安堵した行基らは、その夜は”端座が峰＂で座禅勤行をして過ごすこととなったのだが、丑満時になると突然暴風雨が起き、池の水は大波を立てて、大洪水となり流れ出た。しかし、夜が明けると辺りは何事もなかったかのように静まり返っていた。そして、池の西側に目をやると、昨日まで生い茂っていた樫の木は一本残らず刈り払われていた。不思議に思った行基らが急いで越後に戻ると、既に乙村に巨木が流れ着いていた。これにちなんで、この龍樹をもって建立した七基伽藍を乙宝寺と云う。
この大きな白鳥の案内により池が発見されたという古事から、大鳥池と名付けられ、周辺の地域を大鳥と呼ぶようになったと云う。

#### 創村伝説

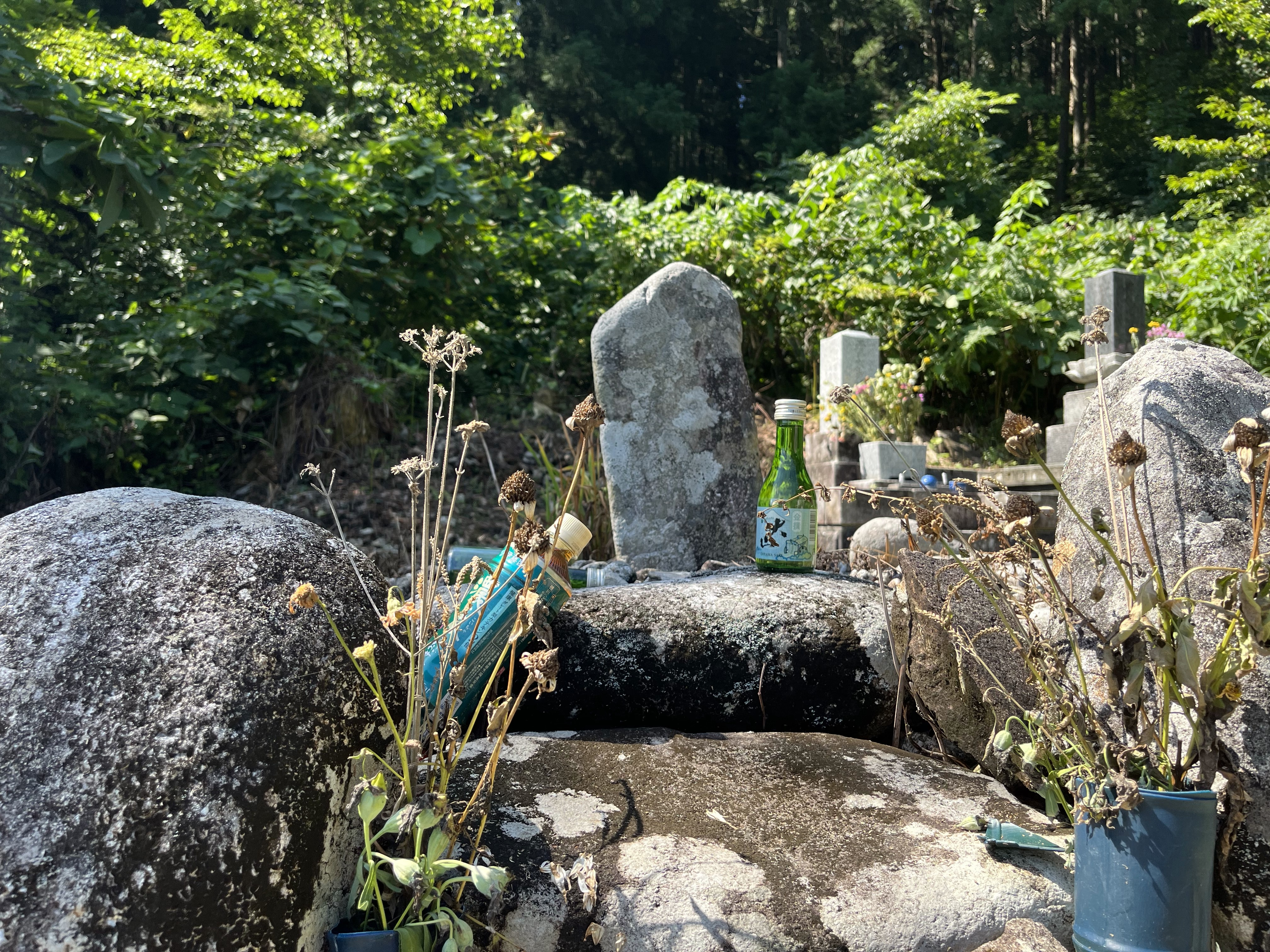
工藤大学の墓

1093年（建久4年）5月、源頼朝が富士で巻狩を催した際に曽我十郎祐成と五郎時到の兄弟が亡き父の仇として狩場の陣屋に忍び込み工藤祐経を討ち取る事件があった。祐経が巻狩で不在の中、伊豆の伊東で御城番として館を任されていた舎弟の工藤大学は、事件後源頼朝の使者梶原平三景時の伝令により伊東の領地を没収された。これにより追われる身となった工藤大学は、景時の勧めにより家宝などを持ち一族と百姓を率いて越後方面へ落ちた。越後国に着いた一行は高田城下片原のあたりで6～7年過ごした。その後、金山見立役として諸地方を渡り歩いていた岩船郡荒川村の多良左衛門が「庄内を流れる川の上流に開けた野原があり、落ち人が隠れ住むのに適している」と大学に移住を勧めた。この話で心を決めた大学は一族の20数名を率い北上することに。また、高田の五十嵐小分次と村上周防守殿から米やお金を借り受けることができた。そして一行は山々を越え大鳥に辿り着き、見つからないよう現在の繁岡の神社裏手にあるニゲン沢近くに住居を構えることとなった。その後は原野を開墾し、栗や稗を作り暮らし、借りた米や金は現物で返す目処が立たなかったため、熊やカモシカを捕って胆や毛皮で返納した。伊豆の国伊藤から落ちてきた経緯もあり他地域との交流を嫌っていたものの、塩や味噌などの生活物資を得るため、南の岩船郡に通ずる道を開き僅かに往来していた。また四方を山々が囲む隠れるのに適した地だったため、四方の山に館を置き以降350年隠れ里として生活を続ることができた。そして1533年（天文2年）、尾浦城主武藤義氏（大泉庄司）に初めて部落民が召し出され武藤家の出百姓となり、庄内藩の配下に置かれるようになった。
以上が村の起こりの伝説であるが、他地域の記録と繋がりがある。工藤大学が宝を持ち出した際、相模国「田中の森」の三国有縁大日如来も持ち出されたとされていた。一方、「田中の森」という古い地名を持つ神奈川県中井町では鎌倉時代に大日如来が盗まれたとされ、代わりの大日如来が作られ安置されていた。2005年、大鳥の大日如来が大日堂から龍雲院に移される際に書き残された由来書が:、2011年中井町の文化保護委員会に渡り、盗まれたとされていた大日如来が大鳥にあると騒ぎになった。

### 中世
1597年、深山谷龍雲院が開山される。しかし、1624年に開山されたとの説もある。
旧朝日村域には多くの中世の遺跡が確認されており、大鳥地内では寿岡で大鳥館が発見されている。大鳥館は、大鳥街道に沿う館跡群の中で最も奥、寿岡集落-繁岡集落間の突き出た山陵に位置していたとされている。平安時代末期に出羽で勢力のあった清原氏の一族の大鳥山太郎頼遠が大鳥館の領主だったのではないかとの説がある。しかし、頼遠が田川郡大鳥に住んでいたとの証拠がないため、信憑性は低い。

#### 朝日軍道
朝日軍道は、戦国時代末期に直江山城域守兼続が作ったものとされている。
1598年（慶長3年）、上杉景勝が越後（新潟）から会津に移され、米沢と庄内は景勝の武将兼続が支配することとなった。その為、米沢と庄内の間に連絡道が必要になったものの、六十里越街道を通ると必然的に茂上氏の領地を通過し、越後路を通ると堀秀治の領地を通ることになる。そこで兼続は米沢-庄内間を最短距離を結ぶ道として、朝日軍道を設置した。史料によると、1599年（慶長4年）正月26日、源右衛門という者が上杉藩から庄内新道の小屋番人を命じられている為、1598年（慶長3年）の間には朝日軍道は完成していたと推測されている。しかし、大鳥の工藤半三郎家の古文書の写しでは、1570年（元亀元年）に大山尾浦尉が会津・米沢・白川の3人の加勢により山街道を切り拓き、田沢組がその修復などを仰せ付けられていたとある。他にも武藤家の時代に開設されたとの史料もあり、どの説が真実かは不明であるが、断片的な資料から総合して直江兼続の説が定説となっている。 
経路は大鳥北部に接する鱒淵を起点とし、大鳥東部の山々（猿倉山・高安山・茶畑山）を峰伝いに、大鳥南部の以東岳（1771m）へ進み、現在の朝日連峰縦走路と同じコースで、三方境・大朝日岳・御影森山を経て草岡に達する。

### 近世
近世において、庄内藩では郷村支配のために行政上の区画として、最上川以北を郷、以南を通で区分。川北は3郷、川南は5郷に分け、更に各郷を数組に区画。大鳥村は、その中の櫛引通の田沢組に属していた。

#### 山間部における溜池
近世、平地において灌漑用水は、堰や掘削などで水路を拓き通水していた。一方山地では、谷川や小沢を直接水田に引いて利用されていた。しかし、小さい沢では夏季に水が不足することがあり不便だったため、適地を見つけて土手を築いて沢水を堰き止めたり、湧水を溜めたりして用水池を造り、これを灌漑用水に使用することが多かった。この溜池の規模は個人利用の小規模なものから、村持ちや関係者共有の大規模なものまであった。大鳥の誉谷部落の東方約1km地点にそびえる岩山の断崖下方には、林に囲まれた用水池がある。この用水池築造の経緯を分かる史料に、二階巣村（現誉谷部落）の百姓一同から大庄屋宛に、1782年（天明2年）4月に書かれた古文書が残っている。
同史料によると、元々二階巣村の用水池「倉下堤」は池の中程にある湧水を利用していたのだが、毎年のように水が枯渇し、時には飲み水すらないこともある状態だったという。そのため、一昨年（1780年）に右へ堤を移転してみたものの、水が漏れてうまく溜まらなかった。そこで昨年（1781年）の秋、組方からの助人足100人と村方からの人足で堤下へ土手を築くと水持ちが良くなったため、田畑の水不足は解消されるとされた。また、その後も年々村人足で普請を続ける予定だが、その年の状況によっては組方助人足が必要な時があるかもしれない旨が記されていた。この事について、後年心得違い者がないようにと村中申し合わせて、「定書」をもって決めておかれた。その定めは五か条から成り、特に用水配分の権利は二階巣村1村にあることが強調されていた。前述した通り、この定書は村中の百姓の連判をもって大庄屋に提出され、それに対し大庄屋は裏書で定めを守るようにと記していた。
1717年（享保2年）、西大鳥川の水上にある吉谷地ヶ平にて三浦七郎左衛門が金山を発見。発見に至るまで約3年を要し、全財産を叩いたという。七郎左衛門は金を七叺半ほど採掘し、残りは後世に残すと遺言書を残して坑道を閉じたと云う。また大鳥では、この11年前の1706（宝永3年）に、大鳥中峰山で銅山が発見されている。
1729年（享保14年）、朝日地区で大洪水が起きた。暴風雨が当地方を襲い、勢いを増した大鳥川・八和久川により尾浦橋が流され、勢いそのままに熊出江口の堤防を押し破った。これにより氾濫した川は櫛引郷を泥の海にして、鶴岡城下町は一面水浸となった。この大洪水の原因として「田沢組往昔洪水旧記」で、大鳥の八尺木切り子茂平の行動が挙げられていた。茂平は、当時日照りで水不足になったため、大鳥池の落ち口に板を張って水を溜めようとした。しかし、それから1週間経った頃、雷鳴が轟き暴風が当地方を襲い大洪水になったといい、これが大災害の原因という。このことから、近世において大鳥池が神聖な池であると人々から崇められ、魚を獲ったり、自然を破壊すると祟りがあると信じられていた事が窺える。
1755年（宝暦5年）は寒冷による全国的な凶作で大鳥村も例外ではなかった。前年より引き続きの不作だったため、藩では酒造の禁止をして食糧確保を図った。しかし、翌年にはどこも米が底をついたため、大鳥村の百姓が鶴岡城下まで粉米や小糠を求めてやってくるような惨状となった。
1776年（安永5年）、大鳥村の百姓5人が大鳥村を除く田沢組七ヵ村入会山で八尺木を伐ったことについての内済証文・詫状を提出。これは大鳥村の百姓左吉・早助・長八・宇助・熊之助の5人が、田沢組七ヵ村入会山で密かに八尺木を切って稼業をしていたところを七ヵ村の百姓に見つかったのが発端となっている。七ヵ村百姓は訴え出たものの詫びを入れて内々に事が済んだため、事後報告として5人の親・5人組頭・長人百姓・組頭・肝煎が連判し、田沢組大庄屋に詫証文をいれた。この事柄から、当時、田沢組支配の八苦和川西岸の内、戸立山を含む峰々を境とした東側は大鳥村を除く田沢組七ヵ村の入会山で、西側を大鳥村のみが支配していた事がわかる。

#### 熊の干胆
産業・生業の項で後述しているが、近世、熊を狩猟したものが自分で熊の胆を乾燥させる「干胆」は固く禁じられていた。1797年（寛政9年）に熊の胆を「干胆」で差し出した際の詫状を兼ねた報告書が残っていて、これには大鳥村の村人も関わっている。ある時、大鳥村の清次郎と上田沢村の猟師弥次郎兵衛と専七の3人が、大鳥村から歩いて3日かかる奥山の越後境まで熊狩りに出かけた。そこで越後大平村（旧新潟県山北町）の猟師3人と出会い6人で相談し、一緒に小屋掛けをすることになり最終的に大小の熊3匹を仕留めた。そのうち小熊の胆2つは越後の猟師に渡し、残った大熊の胆は当初の3人で分けることとなった。しかし、その帰路でまた熊を見つけ追い回したため下山する事ができず、やむを得ず干胆にして持参することとなったいう。このような事情により通常禁止されている「干胆」として差し出したため、これに関して罰則はなかった。
一方で同年には熊の胆を内売りしたため村人並びに肝煎が罰せられた事件がある。1797年（寛政9年）3月27日頃、八苦和山で八尺木剪子16人が熊を槍で仕留めた。彼らは猟師ではなく百姓だったため代官所に届け出る必要はないだろうと考え、仕留めた大鳥村八右衛門が連中に持ちかけて熊の胆を干胆にすることにした。その後、五葉松山刀頭の大鳥村又次郎に鶴岡へ行くついでに持参して売ってくるよう頼み、又次郎は鶴岡五日町で11匁1分の干胆を金3両2分20匁で売り、その金は八尺木剪子16人で分配。された。このことが露わになり、同年6月11日、首謀者八右衛門は呼び出され、組頭新助並びに荒沢村肝煎八右衛門と親類3人が付き添いとして同行。同日午後4時頃に三日町の代家に到着し、翌12日に牢舎の刑が申し渡された。郡奉行・代官列席の上で刑が申し渡しを読み聞かされ、八右衛門はその場から縄を打たれた牢屋にひきたてられた。八右衛門のほかにも、内売りを引き受けた又次郎は「急度慎（謹慎の一種）」、八右衛門を除いた八尺木剪子15人は「戸〆（謹慎の一種）」、大鳥・荒沢両村の肝煎には「急度慎」が課された。

#### 大鳥街道
大鳥街道は、大鳥川に沿って南北に走り大鳥まで続いた街道。大鳥街道は、田沢組・本郷組と鶴岡城下を結ぶ連絡輸送路として、往来する人が少ない脇街道であったが、一里塚が設けられるなど整備はされていた。終点となる大鳥までの道のりは遠く険しく、とりわけ荒沢村から大鳥村への道中にある笹根峠が難所であった。近代でも、戸長役場土田敏貞が「村治景況書」で笹根峠の険しさについて「急嶮にして厳石聳え、昇降一里余あり、いわゆる難所あり」と述べられている。尚、明治以降は大鳥川沿いに行く道ができ、現在は荒沢トンネル・笹根トンネルが設置されている。
また、鶴岡から大鳥村に至る大鳥街道の先、大鳥村から大鳥池までの道は、今も昔も変わらず細く険しい道が続く難所となっている。江戸時代は大鳥池に訪れる人も少なく、近くに住む山稼ぎの村人や猟師が時折訪れる程度の神秘的な湖とされていた。そのため、当時の大鳥池までの道程を記録した文書はほとんど残っていない。そんな中でも、1808年（文化5年）に大鳥池を訪れた者が書き残した絵入りの記録が鶴岡市郷土資料館に現存している。これには表題が無く、誰がどんな目的で大鳥池に向かったのか不明であるが、東大鳥川沿いの山道を行きながら、沢の名や土地の特徴などが記録されている。尚、同記録の筆者は庄内藩の家中と推測されている。同史料によると、現在の大鳥池が「藤之池」と記録されていることから、江戸時代は現在とは違う名で呼ばれていたと推測されている。

#### 戊辰戦争と大鳥村焼き打ち事件
1868（慶応4年）3月頃から4月にかけて越後一帯（新潟）は旧政府軍の拠点となっていた。これに対し新政府軍は、4月19日高倉永祐を北陸道鎮撫総督兼会津征討総督に任命。また薩摩藩士黒田了介と長州藩士山県狂介を参謀として越後に派遣。両参謀は薩長の藩兵を率いて閏4月19日に高田（上越市）に到着。当初、北越の中心藩であった長岡藩は、中立を守る方針であったが新政府軍が中立を許さず、結局は新発田藩や村上藩などの下越の藩と共に旧政府軍である奥州列藩同盟に同年5月6日に加盟し、政府軍と戦うこととなった。閏4月21日に新政府軍は高田を出発し、5月19日に長岡城を占領。破竹の勢いで前進し出雲崎まで進出するなど、すぐに越後全域を制圧する勢いだった。
8月頃になるといよいよ新政府軍は庄内の国境にまで迫った。それに対し旧政府軍は越後境の関川に守備兵を増強し、8月15日には本多元太隊60人余が関川に胸壁を設置し守備を固めた。17日には土屋新三郎が小隊長に任命され29人を率いて関川に出兵し、その一部が番兵として雷村（新潟県村上市）に派遣された。8月26日、土屋新三郎と小沢武三郎が隊員と農兵を率いて雷村付近を巡回していると、大鳥方面に火の手が上がるのが見えた。実は新政府軍が大鳥を襲い焼き打ちを行っていて、この日は天気が良かった為、午前10時頃には反対に位置する熊出からも立ち上る煙が確認されたと当時の「佐左衛門日記」に残っている。この焼き打ちは、同日、越後領山熊田村（村上市）から二の俣峠を越えて庄内領に進入した新政府軍20～30人によって行われたもの。庄内藩に入った新政府軍は桧原峠の番小屋を襲い、大鳥の農兵（猟師）を捕えて道案内をさせ、大鳥村に攻め入り角間平（松ヶ崎）と椈平（寿岡）の2部落に火を放ち引き上げた。この時、大鳥村には正規の守備兵は常駐しておらず、2～3日前に鉄砲を渡された農兵は未だ玉の込め替えすらしていない状態だった。このような状態だった為、村人は全員逃げ出し死傷者はでず、この焼き打ちによる被害は角間平32戸・粷平17戸の全焼と馬5匹・牛2匹の焼死だけに留まった。大鳥村焼き打ちの報告を受けた藩庁は直ちに行動を起こし、同日の夜10時頃には2小隊100人余を代官が駕籠に乗って引き連れてきた。そして、熊出などの近郷から弾薬輸送の人夫を徴発し、人夫と兵士は翌27日早朝に熊出を出発し大鳥に向かった。また、大鳥村焼き打ち事件を知った関川口の守備隊は憤怒し、ただちに山熊田に斥候を派遣し敵情を探り、30人余の敵が雷と山熊田の間の峠に胸壁を築いているのを発見。その報告を受けた守備隊は、この敵が大鳥村を焼き打ちした者共とし復讐を図った。28日午前2時頃、事前に立てた作戦通り総勢で雷村へ向かい、そこから3隊に分かれて密かに細道を進み、敵に不意打ちをかけて激しい戦闘を繰り広げた。戦の末、旧政府軍は敵7名を討ち取り、元込銃2丁・二帯銃11丁などを分捕って引き上げた。尚、敵死傷者の中には高鍋藩（元宮崎県）司令官福崎良一がいた。またこの戦闘により、庄内軍（旧政府軍）にも死者1名・重傷者1名がでている。この間、大鳥村方面では、28日から桧原峠の要害に胸壁を築き、水野友五郎とその部下が派遣され警備にあたっていた。現在も桧原峠にはこの胸壁の跡が残っている。こうして大鳥村焼き打ち事件以降、庄内藩（旧政府軍）は、大鳥口の守備を強化し荒沢村には伴弥太郎率いる1隊を、関川口に繋がる倉沢村には杉山七兵衛の隊を配置。この2小隊は庄内藩が降伏する9月27日まで駐屯し警備にあたった。
1868年（慶応4年）8月26日、新政府軍20～30人が山熊田村から二ノ俣峠を越え、桧原峠の番小屋を襲い大鳥の猟師に道案内をさせて大鳥に攻め入った。この襲撃により西大鳥に火が放たれ、角間代（松ヶ崎）32戸・椈平（寿岡）17戸が全焼。また馬5頭・牛2頭が焼死した。しかし村人は事前に逃げていたため死傷者はいなかった。 

### 近代
1911年（明治44年）5月4日午前7時、地内繁岡の工藤勢吉宅で出火。これにより勢吉の住宅はもとより、隣の工藤豊蔵・工藤鶴吉・工藤小吉らの住宅、勢吉所有の土蔵1棟と堆肥小屋等が焼き尽くされ、午前10時頃鎮火された。勢吉の養子三治が提灯の蝋燭を消し忘れたことが発火の原因だった。この火災の鎮火にあたった大鳥消防組の活動は目覚ましかった為、隣の工藤久四郎宅や工藤半四郎宅へ類焼を防ぐことができた。
1918年（大正7年）1月20日午前4時頃、大鳥鉱山機械場の西山の中腹で大雪崩が発生し、鉱夫長屋や分教場などの建物全壊5棟・半壊6棟に加え死者154名と甚大な被害に見舞われた。尚、役職社宅は高台にあったため一軒も被害が及ばなかった。現在、被災地である機械場には大雪崩遭難者供養費が建立されている。
1926年（昭和元年）、山形高校安斉徹教授が大鳥池を調査。大鳥池は山崩れによってできた堰き止め湖と断定した。
1937年（昭和12年）、戦争の拡大に伴い金属需要が高まり大日本鉱業が大鳥の鉱区権を取得。1940年（昭和15年）には寿岡に選鉱場などが設置され規模が拡大した。尚、大日本鉱業は1977年（昭和52年）に解散したため、出羽鉱業が鉱山経営をすることとなった。しかし、経営悪化により1979年（昭和54年）に鉱山は閉山している。

#### 大鳥池水門

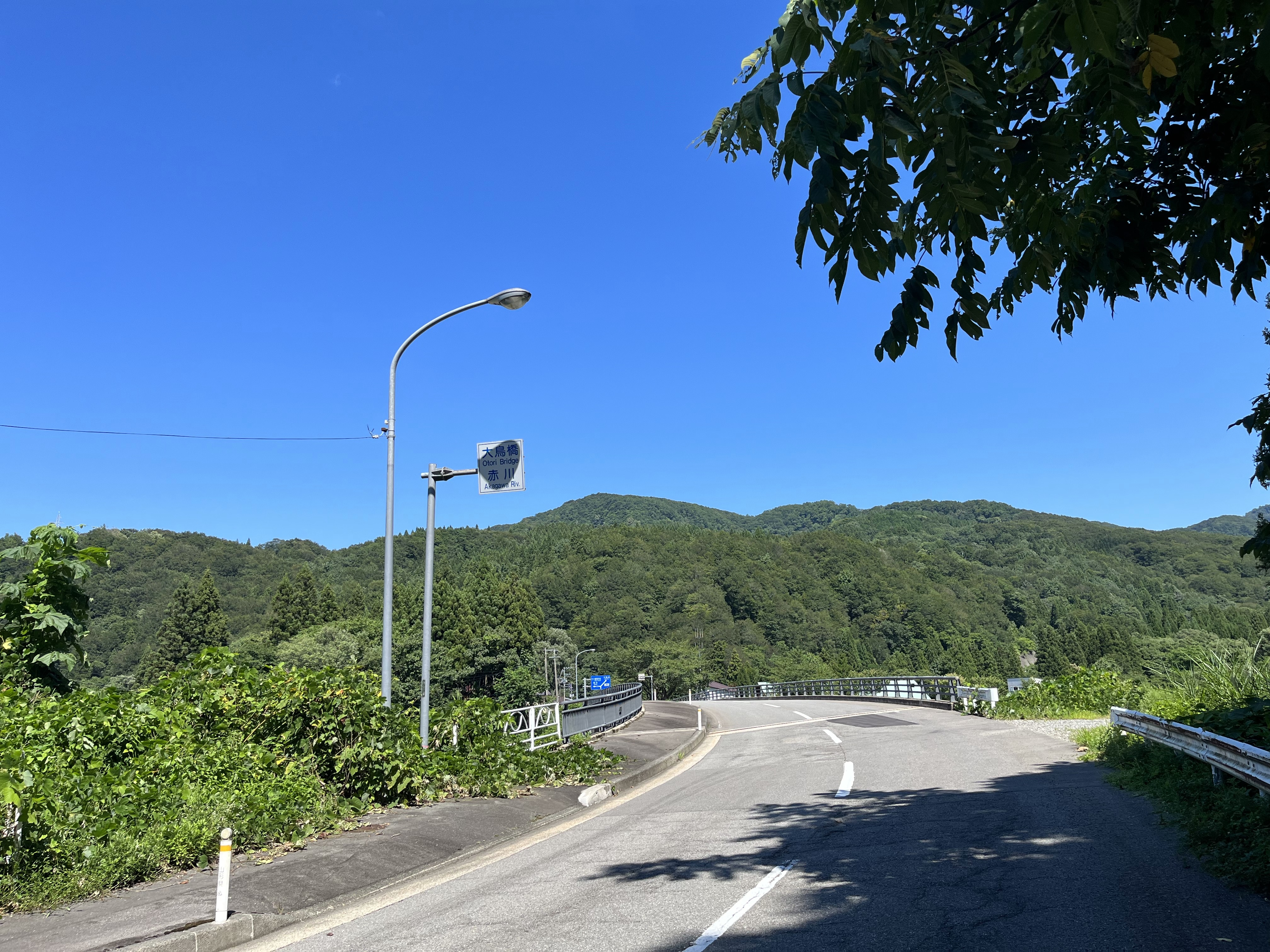
大鳥橋

明治維新以降、藩体制の崩壊により河川管理の体制も疎かになった為、明治初期には赤川でしばしば大洪水が起きた。これに対し関係町村は、1882年（明治15年）、赤川関係町村連合会を結成し赤川の治水と水利管理にあたった。その後、1892年（明治25年）には赤川普通水利組合が成立。ここが用水確保の立場から赤川の管理にあたるようになり、赤川から取水している各用水堰にもそれぞれ水利組合が結成された。明治30年代に入り、庄内平野での乾田化の普及に伴う用水の需要増加により、各用水堰及び水利組合間で激しい水争いが頻発。赤川普通水利組合はその調停を行うとともに、赤川本流の水量を増加させる必要に迫られた。そこで水利組合は、1894年（明治27年）から水源涵養林設置の基本方針に基づき保安林設置運動を開始し、1899年（明治32年）には古河鉱業大鳥鉱山との争いの末、大鳥に2万町歩を超える保安林の設置することに成功した。

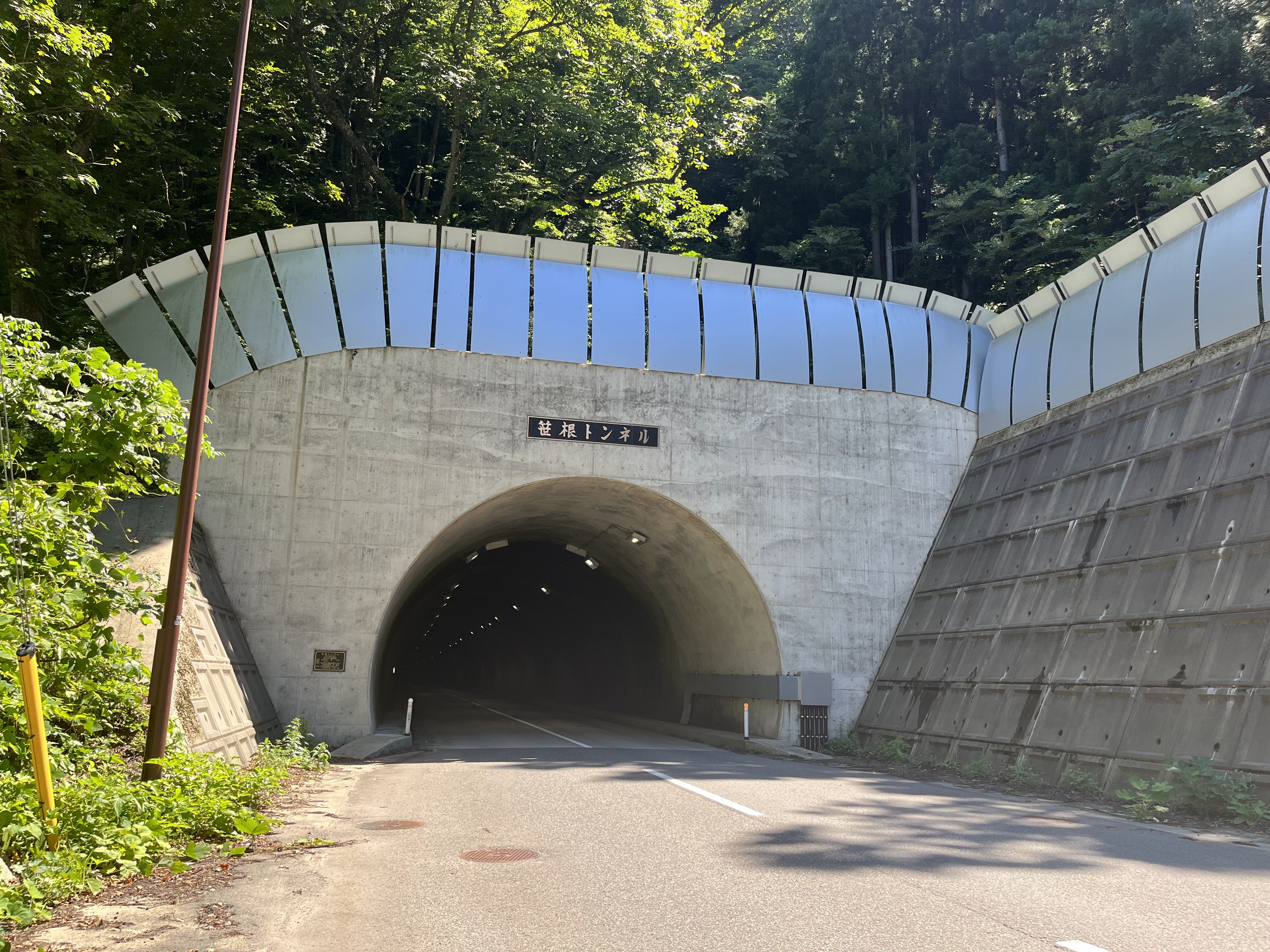
難所にできた笹根トンネル

一方で赤川の水量確保のためには、保安林設置の他に、その水源となる大鳥池の貯水工事を施工し流量を調節する案もあった。この案は、1900年（明治33年）に中川堰水利組合から赤川水利組合管理者にあてた用水増量工事施設要求の申請書の中で初めて確認された。これに対し赤川水利組合は、多額の工費を投じて困難な工事を行わずとも、揚水機等によって十分な水量を確保できるとしてこの案を取り上げなかった。しかし、1914年（大正3年）、再び大鳥池の貯水池化計画が浮上し、この調査費が計上された。また同年の臨時会では総代人の提案により、翌年に総代人全員による現地調査も行われた。しかし、「調査の結果、大鳥湖の面積が少なく貯水の目的を持って工事する価値はない」と判断され、調査は1917年（大正6年）に打ち切られた。それでもなお赤川への用水の要求は強く、1932年（昭和7年）に再度赤川普通水利組合で大鳥池利用が注目され、同年7月に建議書が提案され満場一致で決議し調査測量が行われた。そして、1933年（昭和8年）に大鳥池水門工事が県営用排水改良工事として着工するに至った。工事は9月20日の起工式をもって開始されたが、現場の工事はほとんど進まなく、10月6日付の「荘内新報」では「未だセメントの一袋すら運搬されておらず、工事人夫の応募者が少なく離散下山するものもいる」と報じられていた。こんな状況だったため、竣工予定期日であった11月7日にいたっても工事は全くと言っていいほど進まず、年末に至り大鳥池畔は既に積雪3尺に及び作業不可能となり、工事中止が決定し従業員も全員下山した。翌年、消雪をもって9月30日竣工を目標に工事が再開された。この大鳥池水門工事は、大鳥池の流出口にコンクリート製の水門を設置し、池の水位を3m上げるといったものだったが、最大の問題は多量のコンクリートをいかに大鳥繁岡から池畔までの約16kmの山道で運搬するかだった。輸送方法は、「セメント輸送仕様書」によると、鶴岡からトラックで一旦繁岡にあるセメント倉庫まで運び、そこから大鳥深穴地内にある小屋を中継して皿渕まで運ぶ。そこから、更に奥にある「サンカ道」と呼ばれる場所に建てられた倉庫に積まれたうえ、曲がりくねった山道を人夫が背負って倉庫まで運搬された。このセメント袋は1袋50kgもあり、総数3054袋を6月10日から7月30日までに運ばなければならなかった。1934年（昭和9年）9月11日付の荘内新報では、当時工事下にあった大鳥の様子について、「湖畔には多数の技術者や人夫等が滞在する他、団体での視察者も少なくなかった為、大鳥村から菓子売りや餅売りなどが登山し湖畔は賑わっている」と報じている。紆余曲折あった大鳥池水門工事は、計画通りの1934年（昭和9年）9月30日、総工費48,600円をもって竣工。水門完成によって増加した水量は約150万立方メートルに達し、毎秒5.5立方メートルの水量を58時間継続して放水可能となった。これは長年赤川沿いの人々を悩ませていた夏期の水分不足解消に大いに貢献することとなった。

### 現代

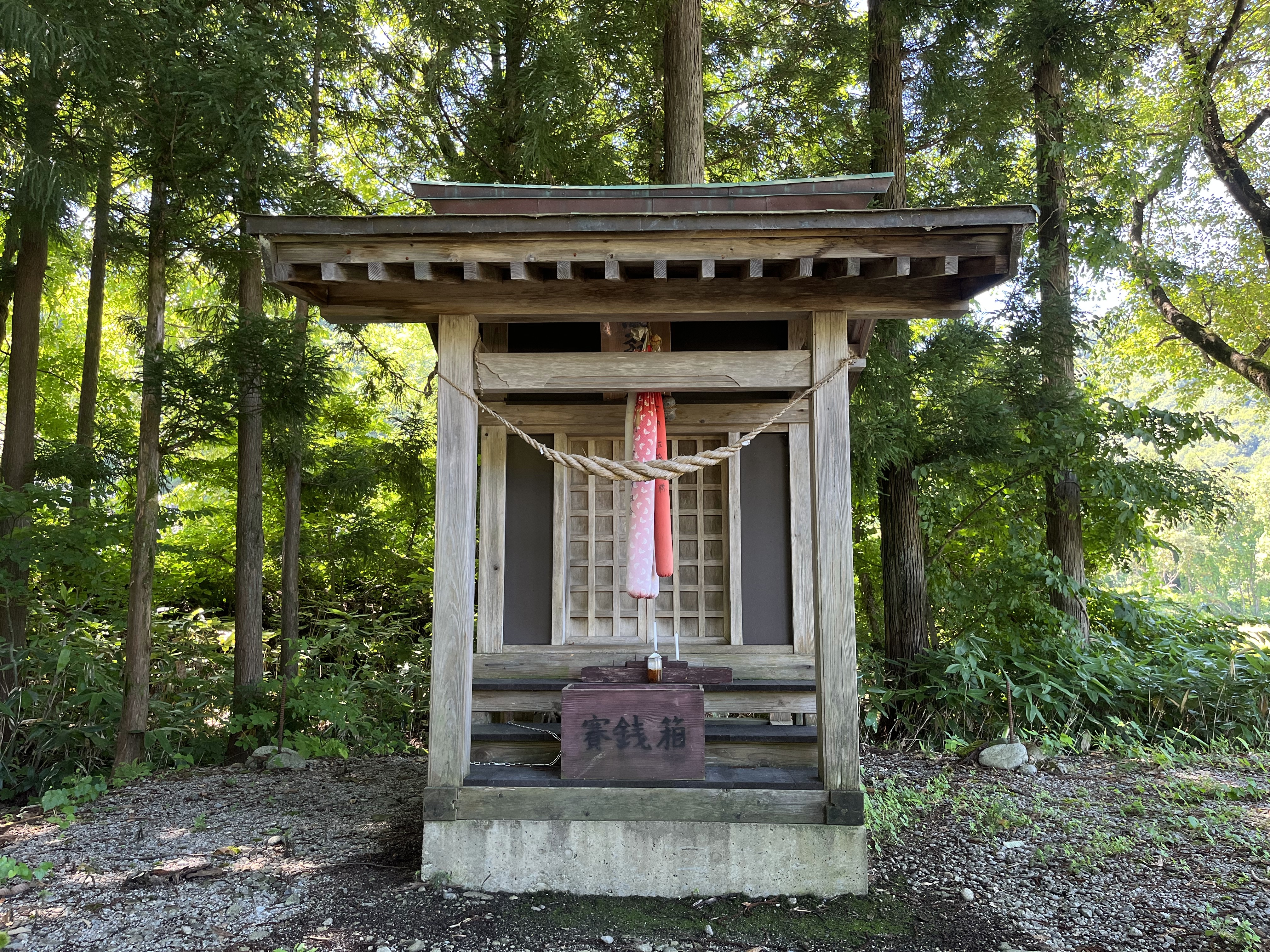
瀧太郎神社

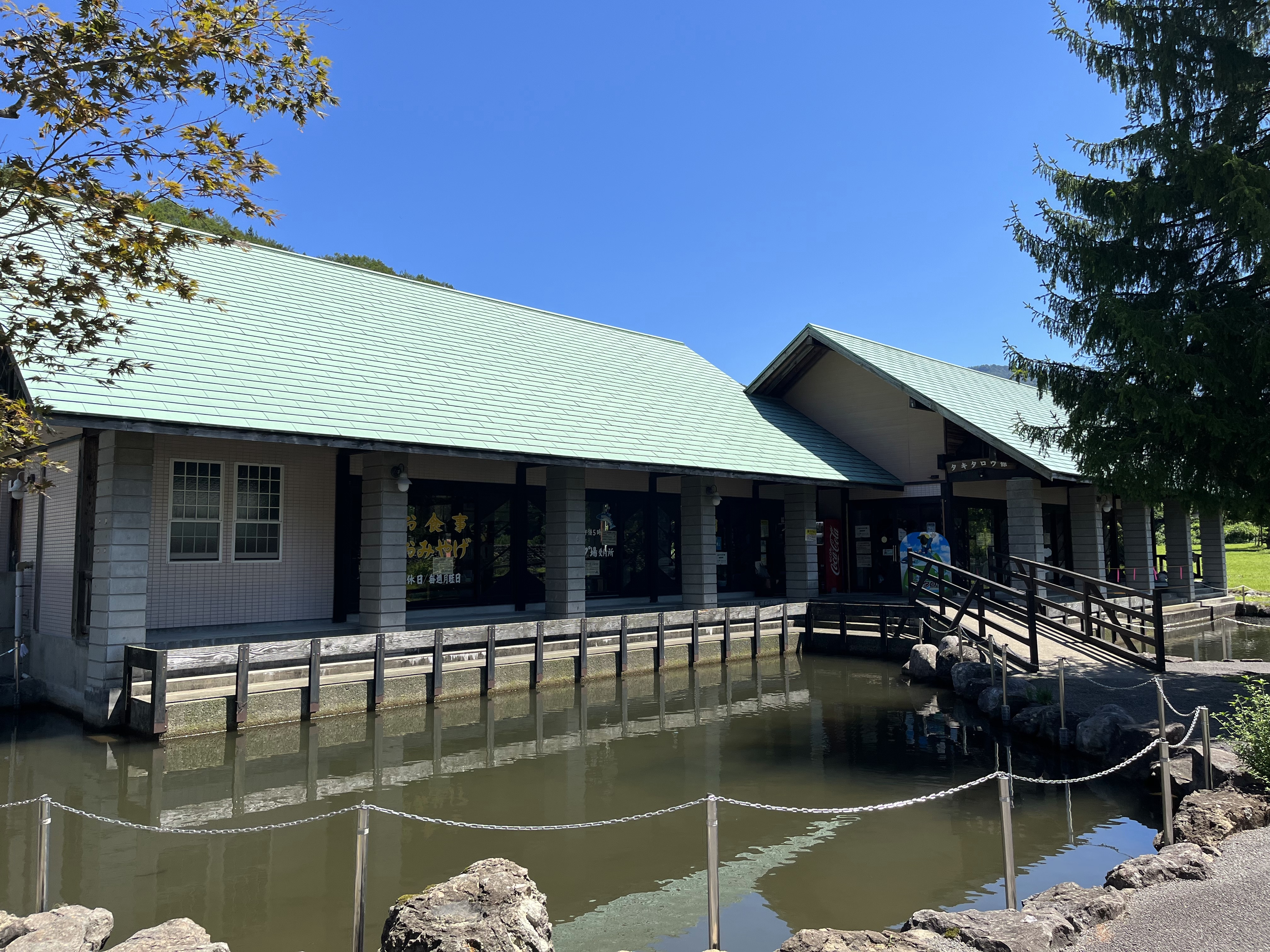
タキタロウ館

1982年（昭和57年）7月、以東岳へ登山中だった4人が大鳥池湖面に伝説の巨大魚「タキタロウ」らしき姿を発見。同年9月には旧朝日村役場・民間学者グループ・地元住民等がタキタロウ調査を開始。この調査は3年に及んだ。湖盆形態と魚群分布をエコーサウンダーで捕捉し、他にも水温・水質・気象観測などの調査が行われた。結果、大型の魚影を確認することができた。また、2014年（平成26年）にも地元有志が中心となりタキタロウ調査が行われている。

## 神社仏閣

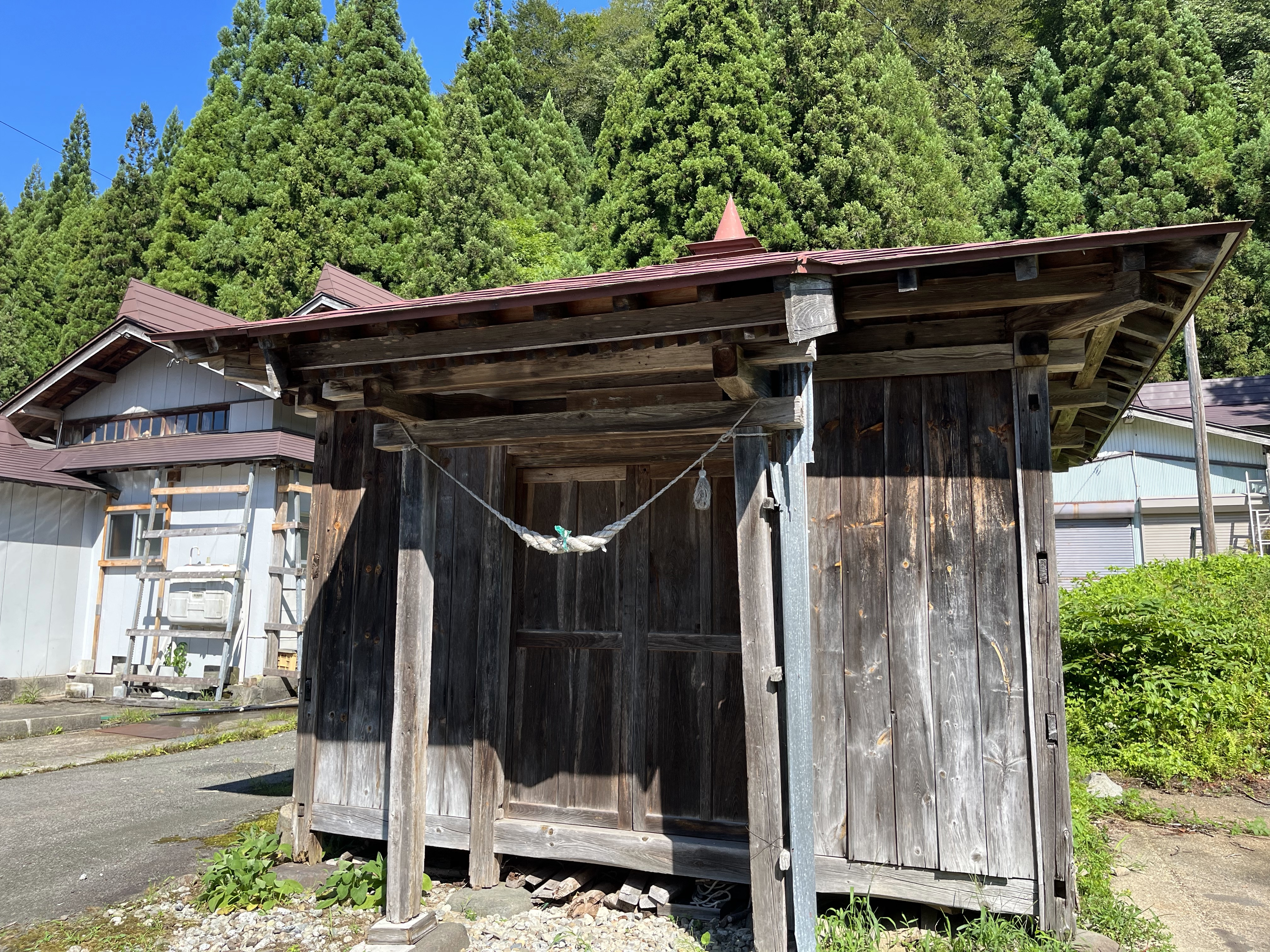
寿岡部落の薬師堂

### 龍雲院

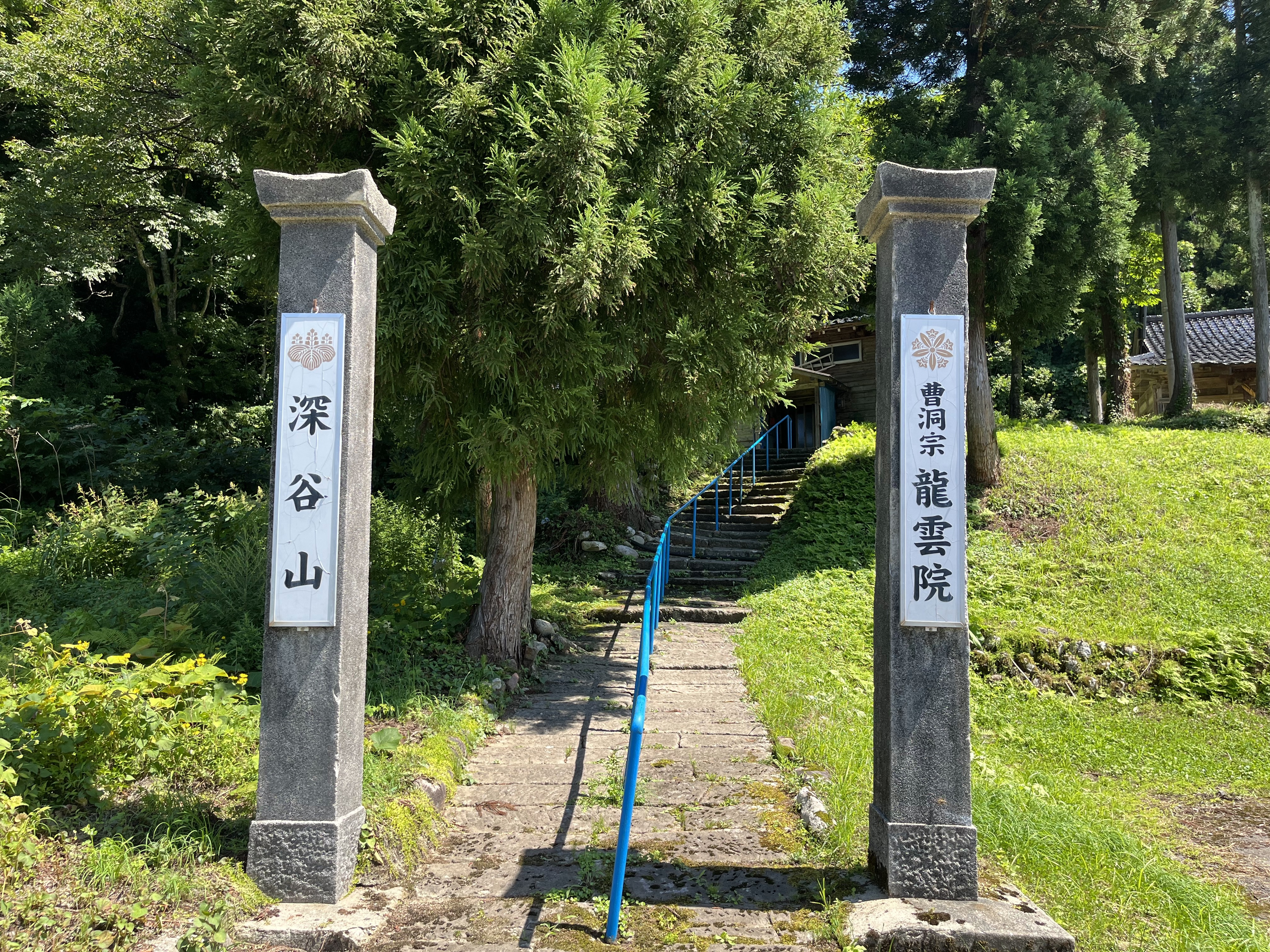

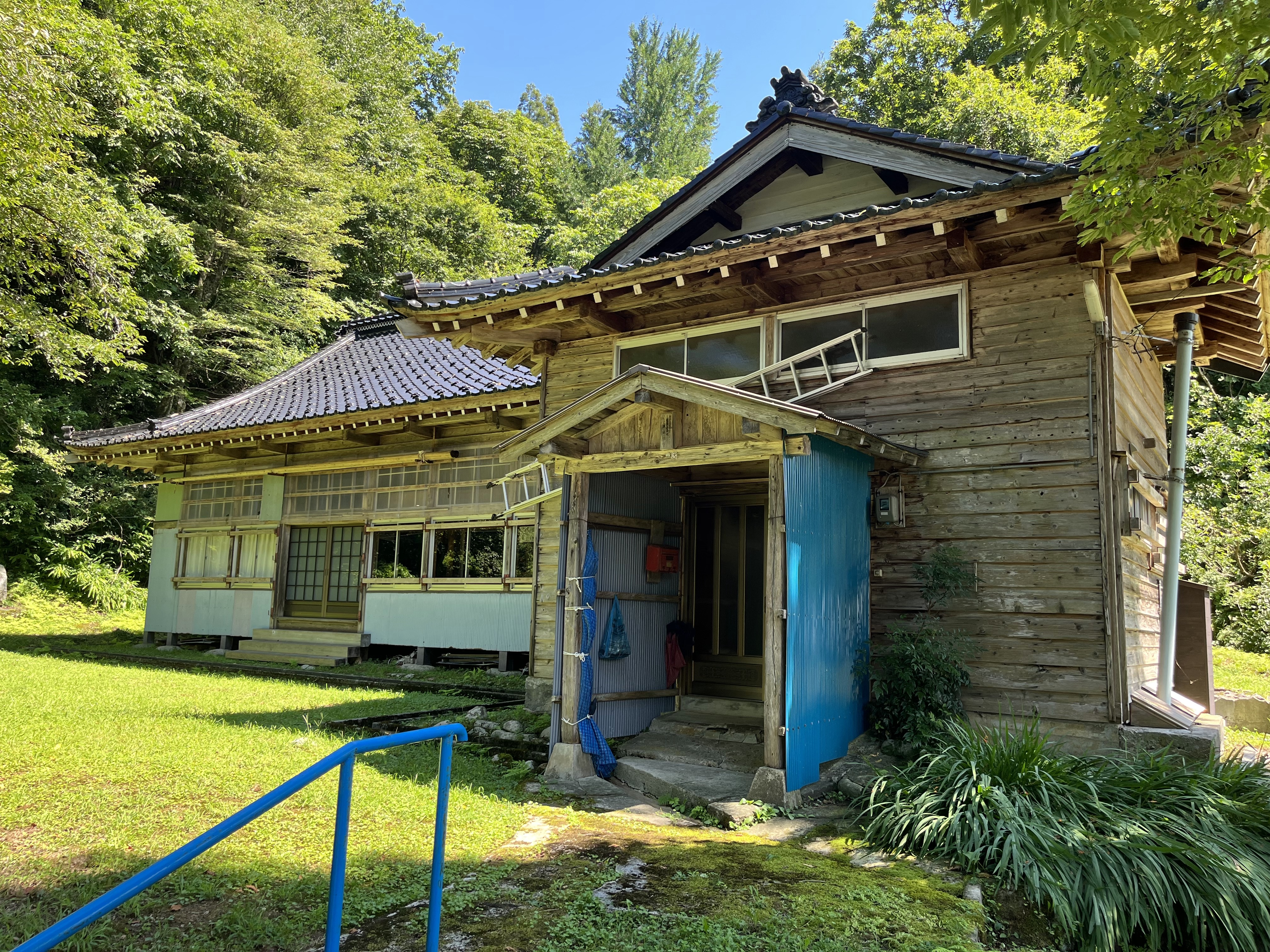

創建に関していくつか説があり、本寺玉川寺の記録によると1624年（寛永元年）に大庵円甫したと云う。一方で寺院総覧では1597年（慶長2年）に開山したとある。 

### 大泉水上神社（旧深山神社）

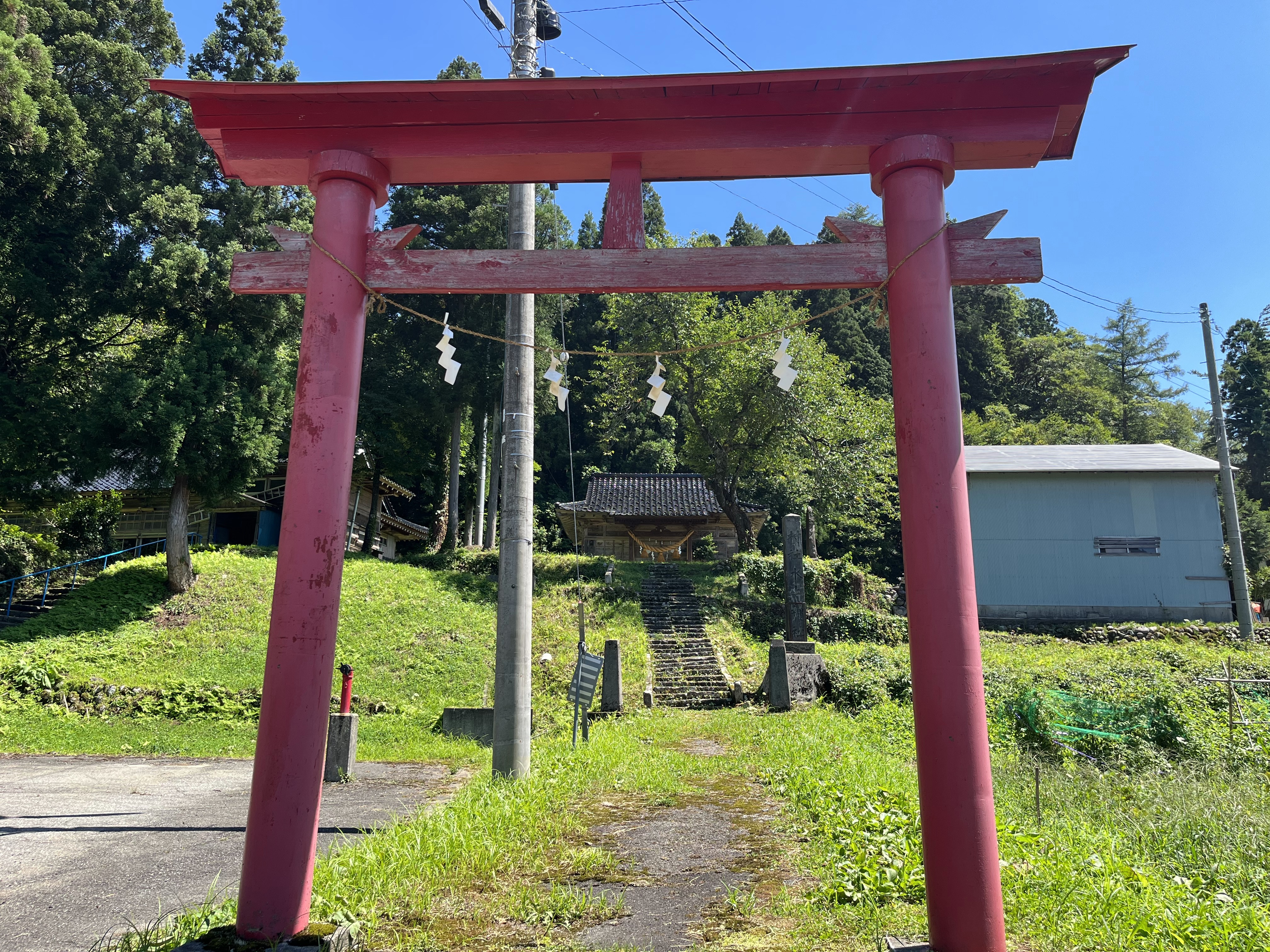

大泉水上神社は、闇靇神（くらおがみ）を祀る神社。闇靇神は大山善寶寺の高靇神は夫婦の神とされ、前者は女神、後者は男神でどちらも水神。闇靇神が気性が豪勇であるとされるため、水源を守り五穀を司る神として、大鳥の創村当時から大鳥池を奥の院として祀られていたという。 そのため、旱魃や大雨に見舞われると、善寶寺の和尚が大鳥池まで来て法華経を奉納しに訪れた。大鳥の各部落にある大日堂（誉谷）・深山神社（繁岡）・相模神社（寿岡）・八幡神社（松ヶ崎）の4社は、各部落の人達が産土神様として祀っていたが、深山神社（大泉水上神社）は全部落から初穂を献上されていた。また、創村伝説の工藤氏の守り神ともされていることから、大鳥地区全体の産土神様になっている。当社は近世の明和・安政の頃までは「深山神社」と称され、それから明治の頃までは「新山神社」と称されていた。

### 八幡神社

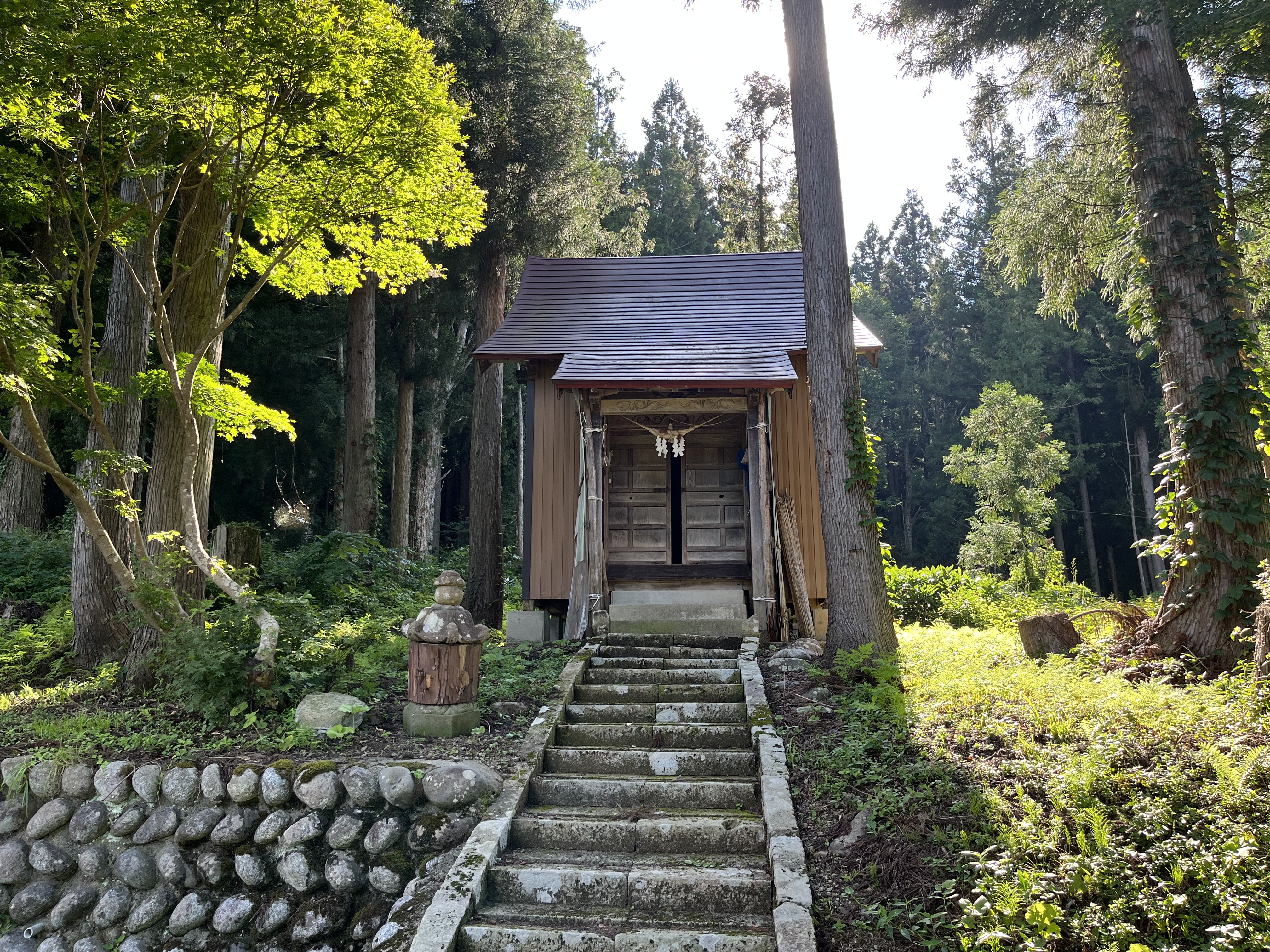

地内松ヶ崎部落に位置する神社。祭神は応神天皇。創建の年月は不明であるが、工藤大学の跡を訪ねて松ヶ崎部落を拓いた大滝家一族が、部落の守護神として祀ったと推測されている。

### 天照皇大神社（明神社）

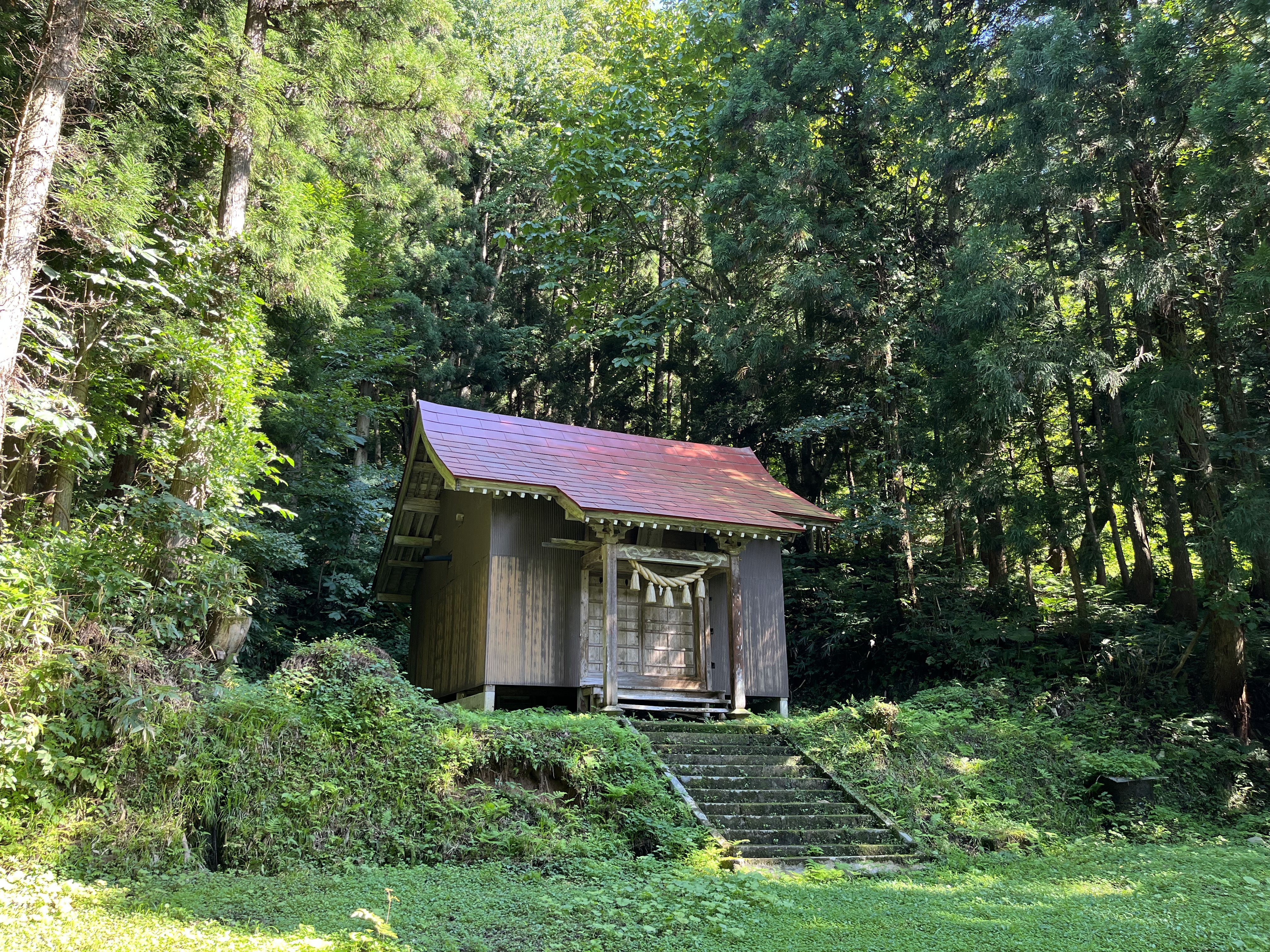

地内寿岡部落に位置する神社。寿岡部落の創村時から鎮守の神として祀られていたと云う。元々松ヶ崎橋の傍に位置していたが、鉱山の選鉱場から排出される廃石を被る恐れがあったため現在地に移転された。

### 大日堂

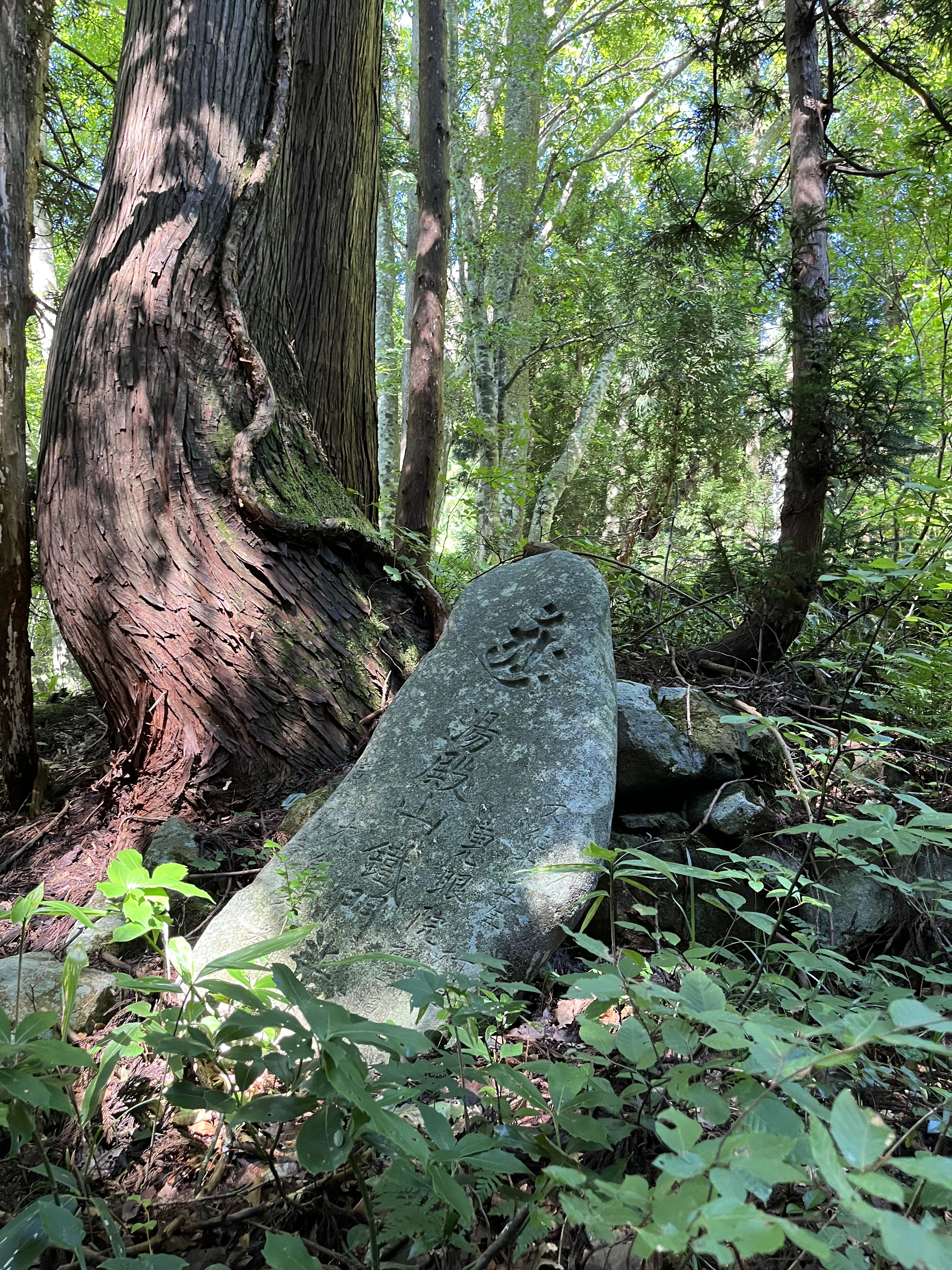
大日堂に続く道にある石造物

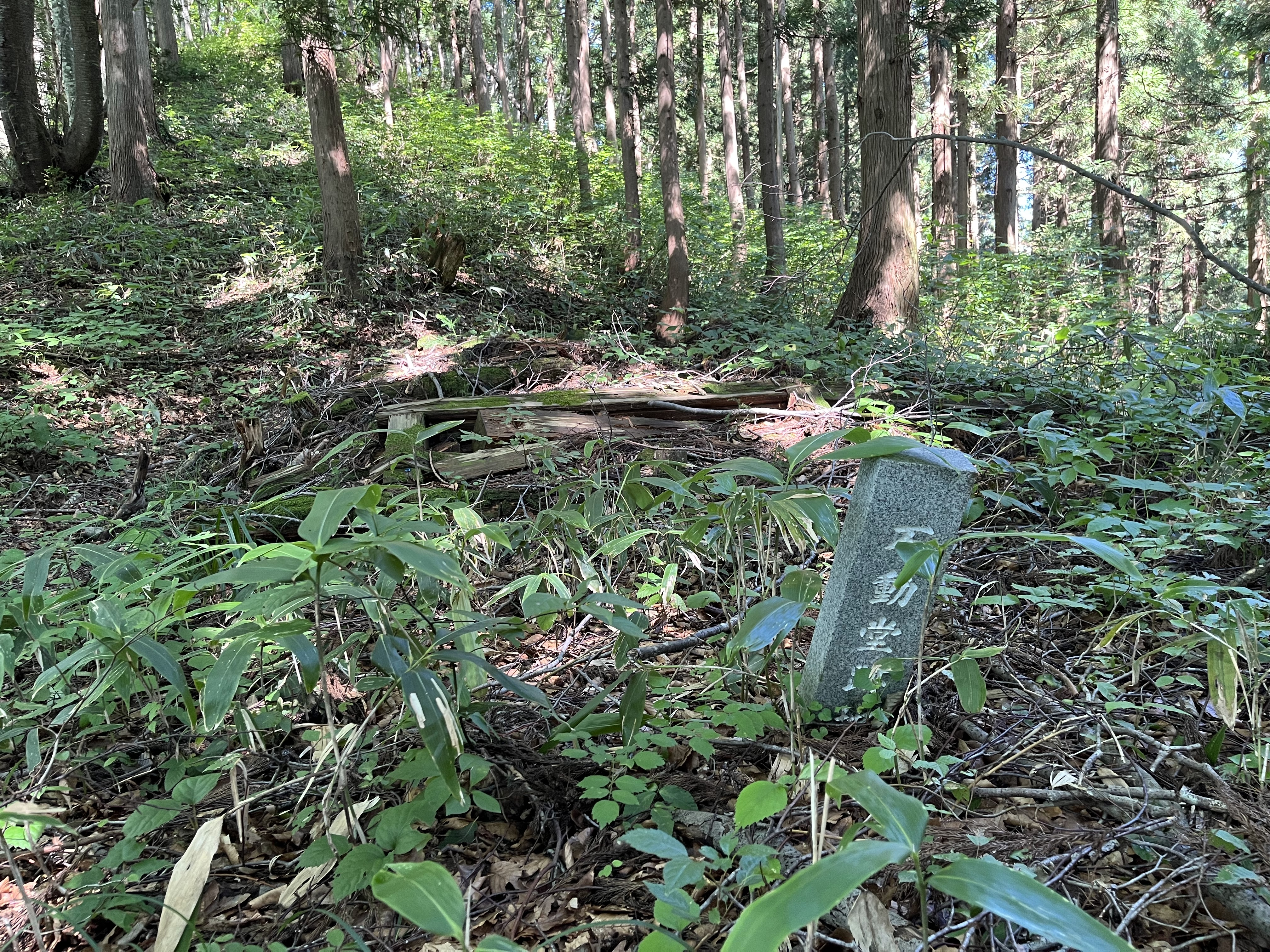

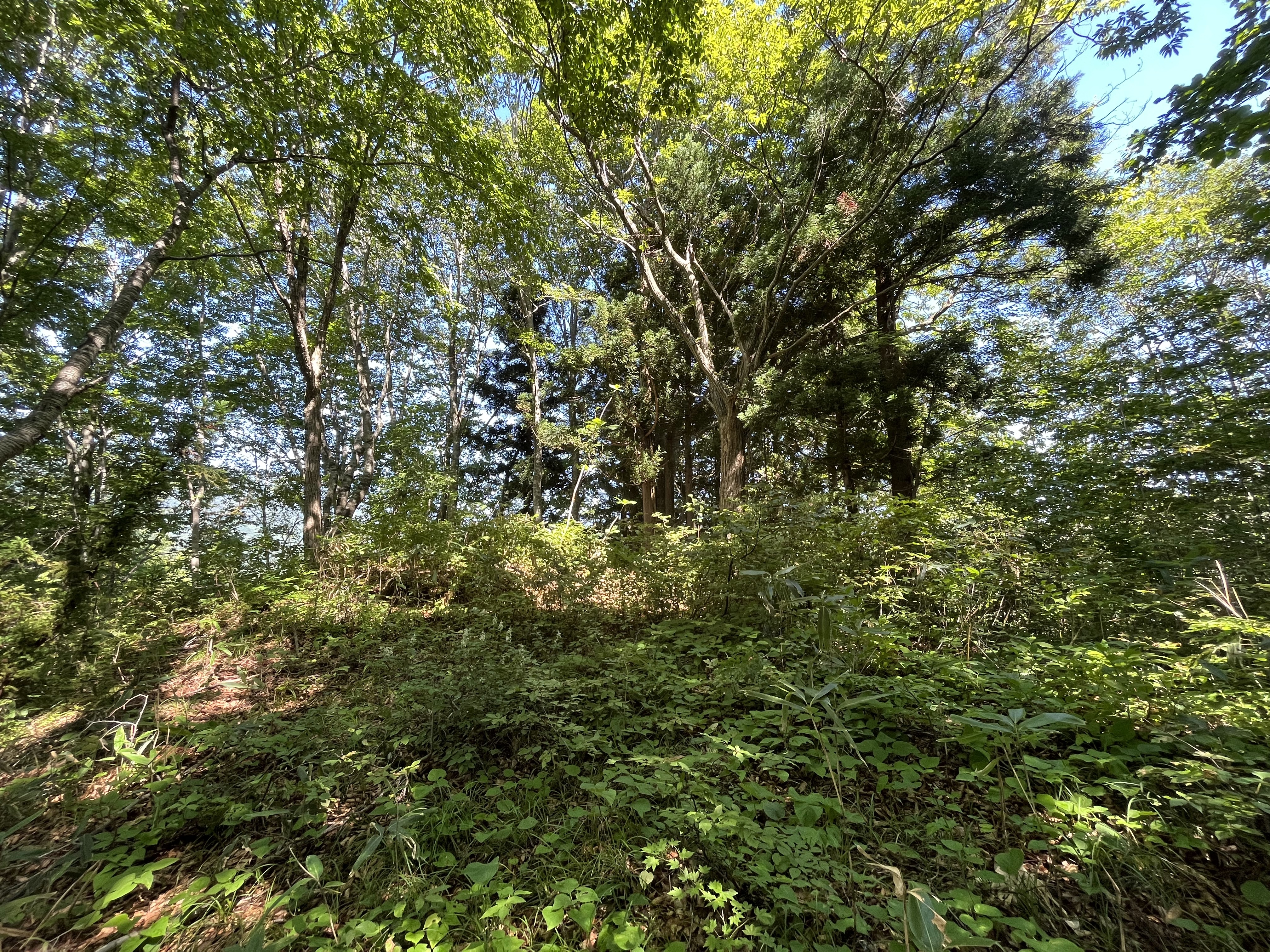

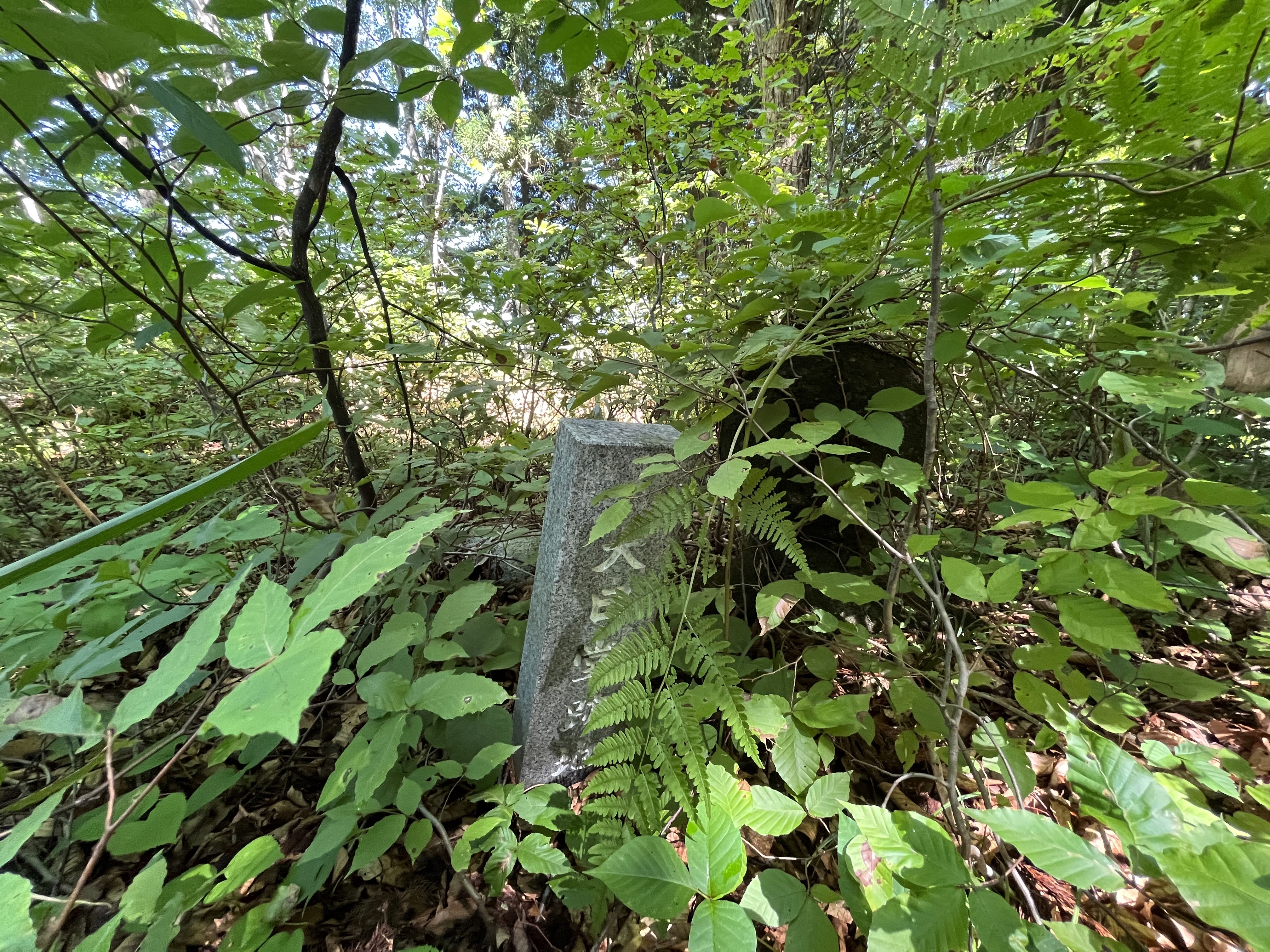

大日堂は、工藤大学が落ち延びてきた際に田中の森から持ってきた大日如来を祀った、大日山頂上付近にあるお堂。 火難除けの霊験が顕著なこともあり、誉谷部落の開村以来800年間（又は300年以上）の無火災部落と云われている。

### 大日如来像
大日如来像は、大日山の大日堂にあった金剛界の智拳印を結んでいる青銅製の坐像。火災に見舞われたこともあり、顔面に亀裂が生じている。300年以上誉谷集落で火災が起きなかったのは、大日如来の加護だと信じられていた。前述しているようにこの大日如来像は、工藤大学が伊豆国から落ちてくる際に持ち出されたものとされている。

### 相模神社
地内寿岡部落に位置する神社。三浦平六兵衛が寿岡部落を開村した後、相模大明神が相模国から飛来して鎮座した。のちに東方へ移りたいと託宣があったため水上神社の裏山に遷座されたと云われる。

### 住職
昔、地内の曹洞宗龍雲院に佐藤道禅という住職がいた。道禅は住職を勤める傍ら、1948年（昭和23年）4月9日から1958年（昭和33年）3月31日まで大鳥小中学校の教師を務めていた。元々龍雲院は、新潟県村上市の曹洞宗耕雲寺の分家で、現在は羽黒町国見の玉泉寺の末寺になり、村中が龍雲院の檀家となっている。

### 山伏
大正初期まで京都三宝院末当山派修験宗長久院という山伏寺が、大鳥自然の家の向かいにあり仲山大地一家が居住していた。また、誉谷部落にも源左衛門という山伏がいた。大鳥では正月に山伏が祈祷して回る。

### タヨ様
大鳥における、神様に拝みお祓いをする一般に宮司を指す役職の人。大鳥では工藤恒勝がタヨ様・百姓・教師を兼務していた。尚、教師は1947年（昭和22年）3月31日から務めていたものの、いつごろ辞職したかは不明。毎年9月5日のキドユイの祭りの際は、五穀豊穣と厄払いの祭りを行い、大鳥の全集落の氏子から初穂料を集めてタヨ様がお祓いをしている。

### 巫女
大鳥には終戦前後まで松ヶ崎に多吉という巫女がいた。巫女は、神仏からお告げを聞いたり、死者の思いを聞いて伝える役割を担っていた。また、病気の際はどの方角に良い医者がいるか、嫁はどの方角から来るかなど、住民が決断できない事柄について頼られていた。

## 産業・生業

### 大鳥鉱山（大泉鉱山）

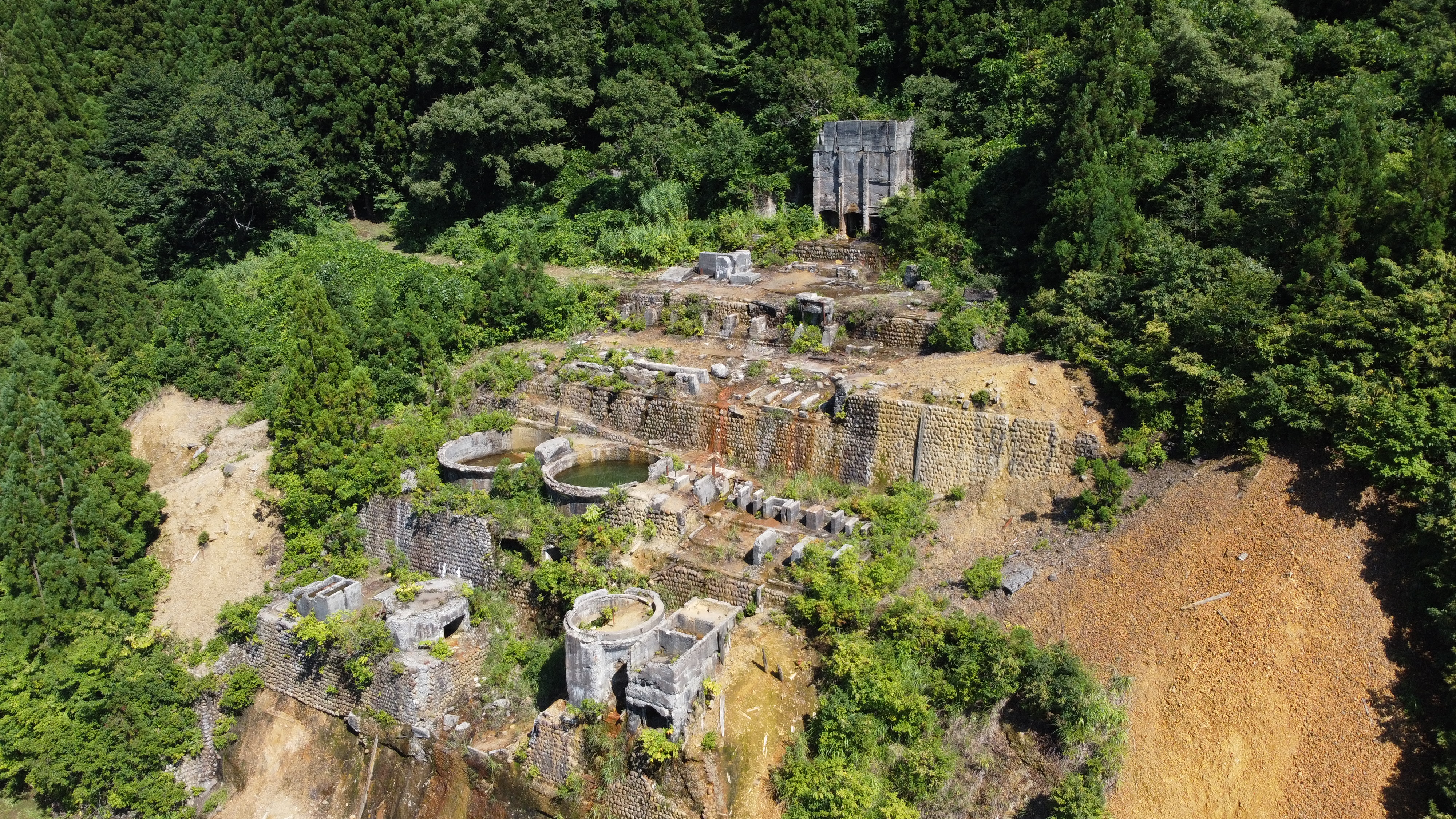

大鳥鉱山は、旧朝日村で長期間本格的に操業していた鉱山で大鳥川上流の鰍沢上流に位置した。1979年（昭和54年）3月に閉山している。鉱山の発見に関しては詳らかになっていないが、歴史節で述べたように、大鳥の三浦七郎左衛門が1717年（享保2年）に発見したとの創業伝説が残っている。1881年（明治14年）頃、この伝説に着目した黄金村の後藤某等が旧杭の取り明けに着手。その場所は、西大鳥川上流の通称「外平山」というところで、採鉱した金鉱石は「禰子流（ねこながし）」という原始的方法で選鉱されていた。その後鉱山の権利は、鶴岡の真嶋伝吉を経て、1882年（明治15年）に浅野総一郎に移った。尚、浅野が開発に勤しんだ間、金の採掘には成功せず、アンチモニー鉱や銅鉱を採掘して小規模の精錬を行う程度だった。その期間も数年で終わり、富山の岩脇時四郎が数年探鉱をした後、1895年（明治28年）に鉱山は古河市兵衛の手に渡った。その後、市兵衛は銅鉱石の探鉱に注力し、旧坑道を約30m掘り進んだ地点で富鉱帯を掘り当てた。こうして外平に旧式の製錬所を設置し、小規模に精錬作業も行うようになったのだが、当時鉱山は古河家の個人所有で、1903年（明治36年）に市兵衛が亡くなると潤吉へ相続された。これが1905年（明治38年）年に個人経営から古河鉱業会社の経営に移り、大鳥鉱山の最盛期へ向かうこととなった。会社経営に移ると、大規模溶鉱炉・事務所・飯場・資材倉庫などが新設され、学校や病院なども設置された。更に、費用を会社持ちで派遣を願い出る請願巡査が1人置かれた。主要鉱石であった銅の生産量は、明治末期の日露戦争及び古河鉱業会社経営を機に増加し、1917年（大正6年）には年産360tに達し全盛期を迎えた。それに伴って、鉱山関係の人口は1,500人位まで増加し、大鳥部落から約8km上流に位置した「機械場」と呼ばれる鉱山町が発展していった。機械場には、機械場川（鰍川）を挟んで東西に建物が建ち並び、東には製錬所・事務所・鉄索場・郵便局・診療場・販売所などがあり、西には役員住宅・坑夫長屋・人夫長屋・合宿所・学校などで構成されていた。大鳥鉱山の繁栄は下流の大鳥部落にも大きな影響を与え、運搬や雑役など仕事がいくらでもあり、女衆や子供達は野菜や草花など鉱山に行けば何でも売れたと云う。しかし、この盛況ぶりも第一次世界大戦終結後の世界的恐慌による銅・亜鉛の価格低落の煽りを受け、当初は規模縮小などでどうにか操業を続けたられたが、1922年（大正11年）秋に採鉱・精錬を中止し休山することとなり、残務整理が終了した翌年4月に完全に活動が停止した。しかし、1931年（昭和6年）の満州事変に始まる中国との戦争拡大により鉱山資源の需要が高まり、1937年（昭和12年）9月18日、大日本鉱業株式会社が鉱区権を取得し操業が再開された。初期段階では小規模経営の予定であったが、探鉱の結果、非常に有望な鉱山であることが判明し、大規模に開発操業されることとなった。尚、当時の鉱山事務所・選鉱所・社宅などの施設は、機械場ではなく寿岡部落に建設された。

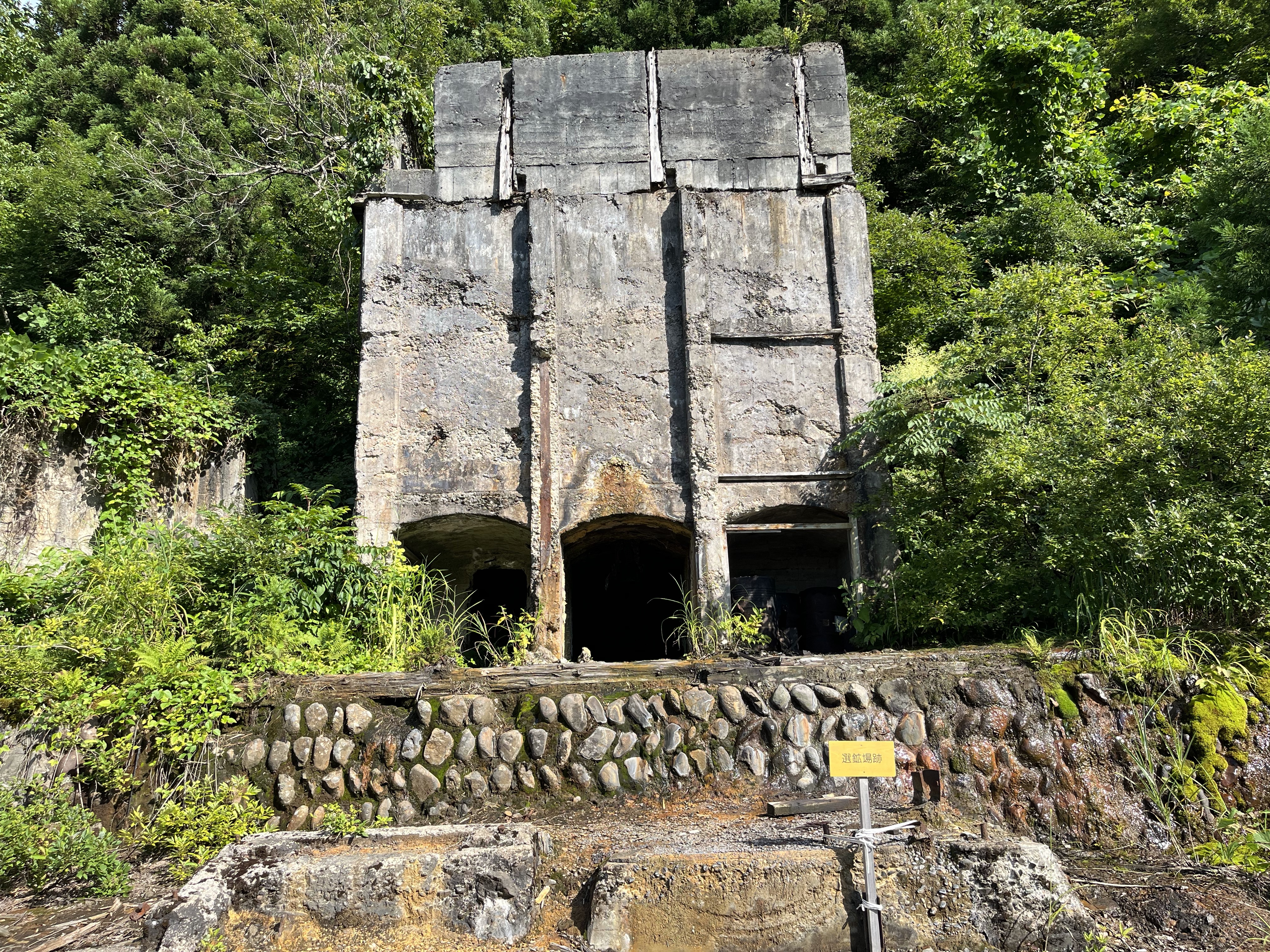

戦争が拡大するにつれ当鉱山も発展し、1940年（昭和15年）の出鉱量9,000tが1943年（昭和18年）には30,000tに達する程となった。その為、同年の8・9月の重要鉱物増産強調月間には大臣賞を受けている。第二次世界大戦後は、1946年（昭和21年）12月12日に選鉱所・原動所など5棟が全焼する火災に見舞われ、出鉱不可能になるなどの困難に面した。しかし、1950年（昭和25年）の朝鮮戦争勃発や新選鉱所落成、富鉱体の発見により、1951年（昭和26年）には戦前期の出鉱量に回復し、昭和30年代には創業以来最高の繁栄の時を迎えた。そうは言ってもその盛況ぶりは長く続かず、昭和40年代の非鉄金属価格の下落やオイルショックなどにより会社は経営不振に陥り、1977年（昭和52年）に大日本鉱業株式会社の解散。

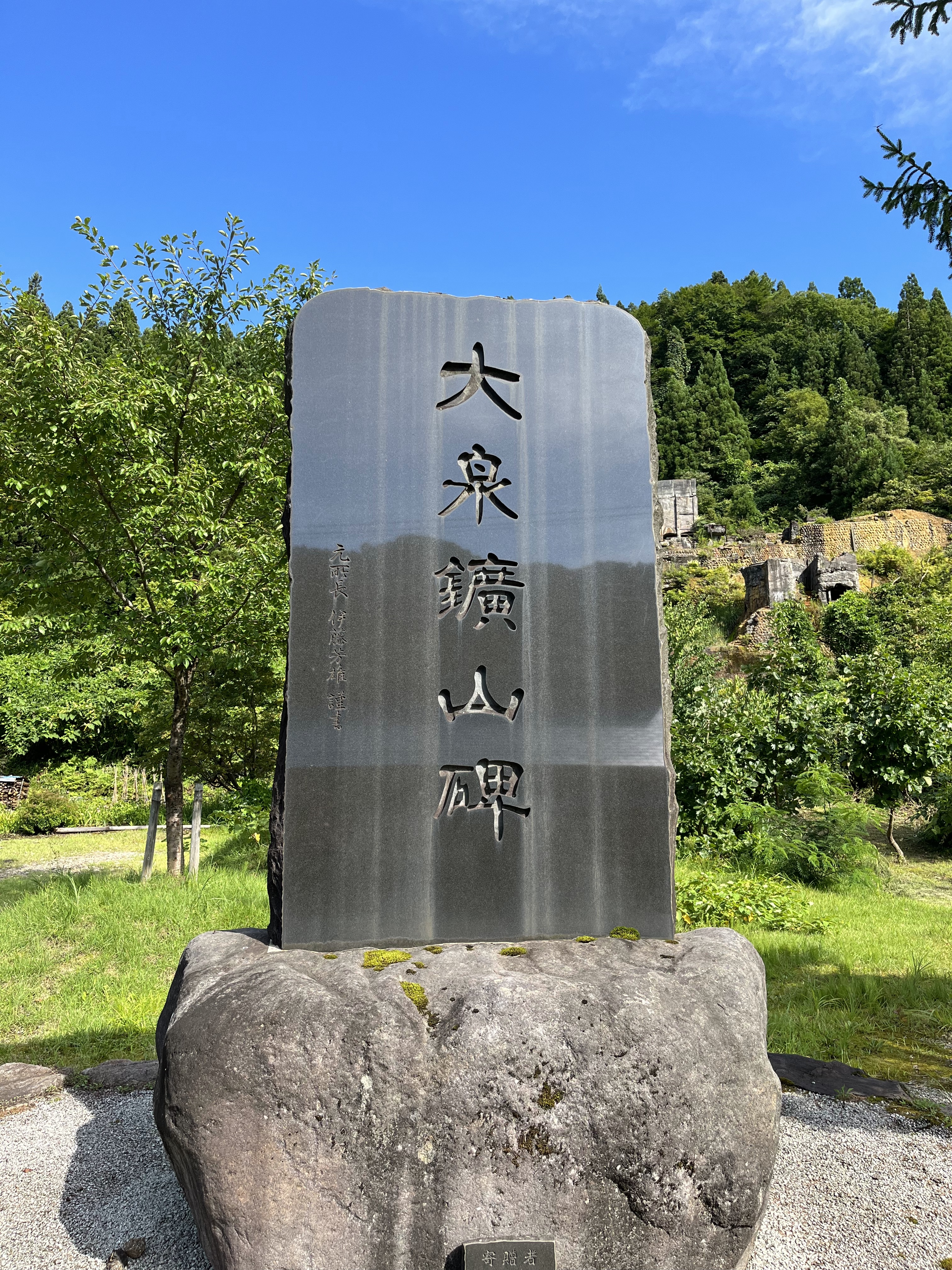

それに伴い鉱山の経営は出羽鉱業株式会社に移ったが、2年後の1979年（昭和54年）に閉山することとなった。

### 熊狩り
大鳥における熊狩りの歴史は古く創村当時に遡る。「旧田沢組大鳥村外創村旧記」によると、工藤大学が越後から大鳥へ逃げ延びる際に、越後城主から借りた米や金の返済に熊などの胆や毛皮を返済に充てたとある。また1623年（元和9年）に山中の多くの獣により大鳥の作物が荒らされ、狼が出没し人馬を食べるなどの被害に見舞われた際、大鳥村に鉄砲が4丁預けられたとの記録も残っている。このことから、当時既に鉄砲が使用されていたと推測されている。原則として鉄砲は藩に願い出て借り受けていたため、私物化はしていなかった。また熊を仕留めた場合は必ず代官所に報告し、熊の胆は生で差し出さなければいけなかった。代金を受け取るのは仕留めた本人で、藩の熊胆掛から手渡しで受け取る。当時から熊の胆は金と同等の価値があったため、勝手な売買は許されていなかった。一方で狩猟期には藩からは「熊の胆手前金」が支給されていて、この金を食糧や火薬などの必需品に充てられていた。近代に入ると、秋田県阿仁町比立内出身の旅マタギ松橋富松が大鳥に来訪し猟を伝えたと云う。元々、大鳥の熊狩りは1つの組織で現在よりも広範囲で行われていて、1日に20～30kmも歩くこともあったという。狩猟範囲には3箇所小屋が設けられ、食糧や入用のものが事前に運ばれていた。そのうちの皿渕にある小屋は常時置かれていて、小屋のそばにはご神木があった。大鳥の猟師は自らのことを猟師と言わずに熊撃ちと称すが、その手法は三面マタギと似ている。近世の頃から貴重だった熊の胆であるが、昭和初期にはヨモギを煮て煎じた汁を入れて干された偽物の熊の胆が横行した為、富山の薬売りが大鳥まで直接買い付けにくることがあったと云う。

### 八尺木流し（木流し）
八尺木流しは、八尺（約240cm）の長さに伐られた木を大鳥から川に流して鶴岡まで運ぶ大鳥の生業の1つ。近世から近代にかけて行われていて、伐採された木は主に薪木に利用されていた。大鳥村には、上の字組や七の字組などいくつかの組が構成されていて、その組の親方「ナタガシラ」の指示で働いていた。八尺木流しは、早春の雪が固まった3月半ば頃、村民が山に登り小屋掛けをして寝泊まりをしながら仕事をしていた。通常1週間から10日に1回帰宅をするが、時には1ヶ月帰らないこともあったと云う。伐採する材木は主にブナ・ホウの木・マツなど。クリやナラは水に沈むため八尺木には適さなかった。春に伐った木は、夏の間に八尺に切り分け斜面に積み重ねて乾燥させる。その間、斜面の谷川に堤を設置し秋まで水を堰き止める。そして堤の水量が増した晩秋～冬、斜面に積み上げれた八尺木の止め木を外して堤に落とし、全部入ったら堤を開き一気に流す。流し始めてから鶴岡に達するまでは約1ヶ月を要すのだが、途中、水量が少なければうまく流れず、大水となれば木が行方不明になるなど貯木場に至るのはそう簡単ではなかった。やっとのことで藩の御材木蔵や塩木場があった小真木と七日町に流れ着いた八尺木はここの貯木場で揚げられる。また八尺木には、どの集落の誰が流したか分かる簡単な印「マタジルシ」が斧やナタで刻まれていて、これを以て判別がされていた。藩政時代には年貢の代わりに小割りにして上納され、余った分を仕事師に売り渡していた。またこの仕事師は、町民に売るためにこの八尺木を3分割して割る仕事をしていた。この八尺木流しは荒沢ダムができる前まで行われた。昭和初期に川に木を流した経験のある古老によると、その当時は八尺木ではなく「木流し」と呼んでいたと云う。荒沢ダム完成後は山道が整備されトラックの出入りが容易になったため、八尺木流しは廃れ、伐られた材木はトラックで運搬されるようになった。

## 教育

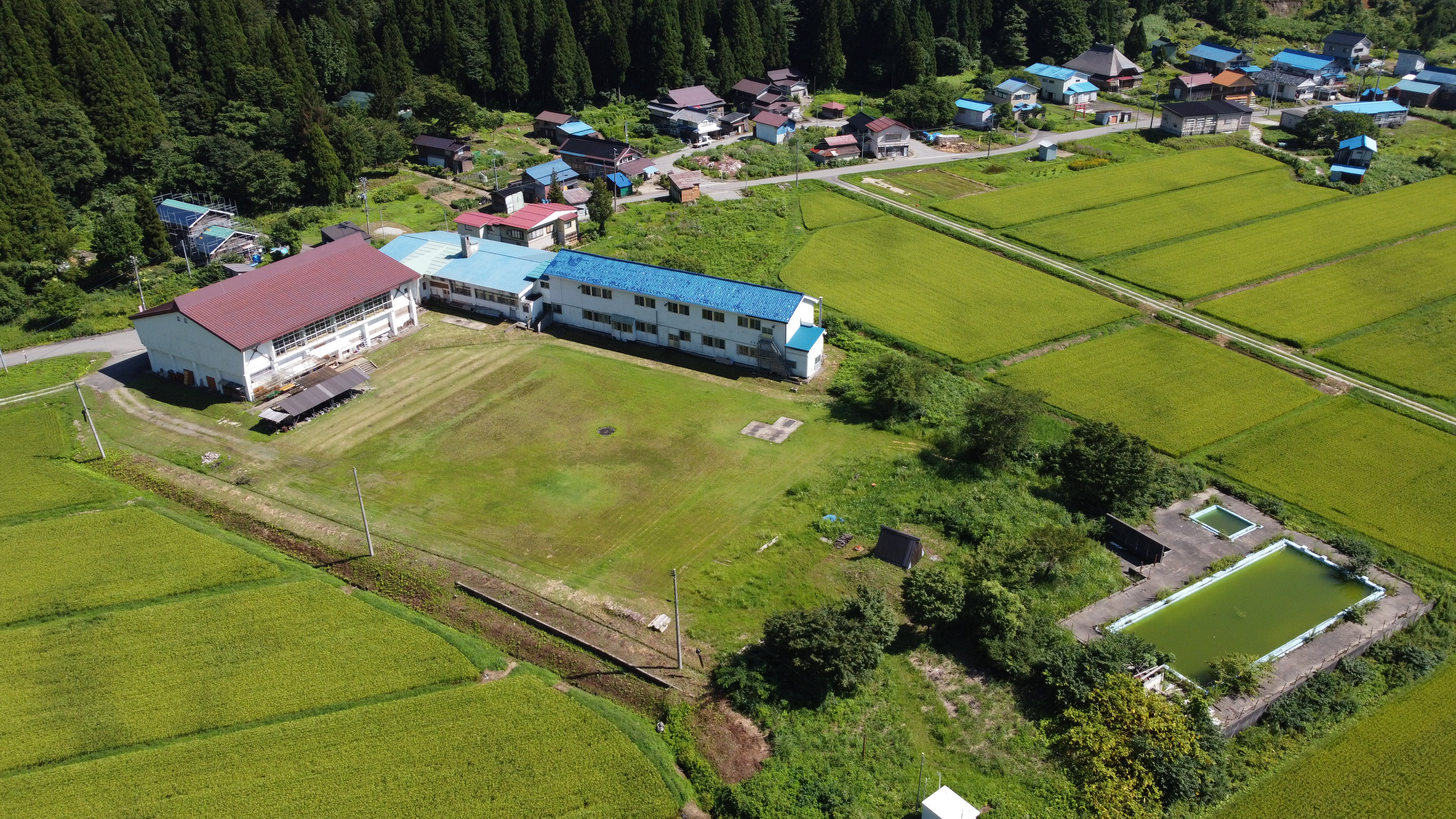

近代に入り学制が頒布され、大鳥では1878年（明治11年）12月1日に地内の龍雲院に化源学校が設置された。

## 方言
大鳥で話される方言は周辺の庄内弁とは大きく異なり、山を挟んだ新潟県村上市三面地区の方言とともに言語島をなしている。詳しくは大鳥方言・三面方言を参照。